# Příkrm

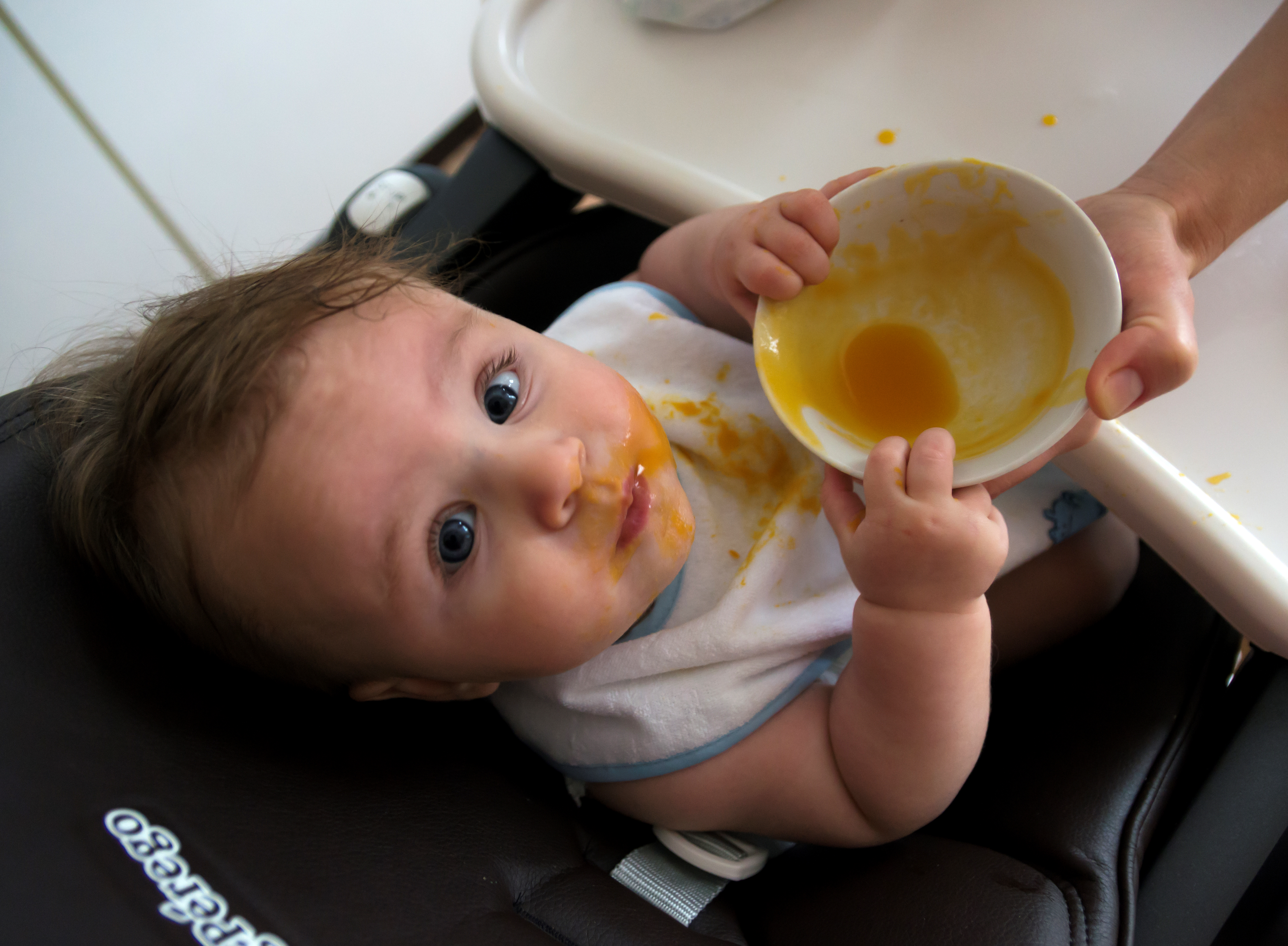
Malé dítě u jídla

Příkrm neboli odborně nemléčná strava nebo komplementární výživa je potrava pro kojence a batolata využívaná při přechodu z výhradní mléčné stravy (mateřského mléka nebo náhradní mléčné výživy, tzn. formule) na další potraviny. Příkrmy jsou zaváděny ve chvíli, kdy mléčná strava již dítěti plně neposkytuje všechny potřebné živiny k růstu a vývoji.
Proces je spojený s postupným odstavováním dítěte od kojení, ze začátku ale kojení jen doplňuje. Proto je komplementární strava popisována také jako přechodná, která postupem času přejde v tzv. rodinnou stravu, kdy starší batole jí již stravu téměř stejnou jako jeho rodiče.
Termín příkrm nebo přikrmování se běžně užívá také u zvířat, kdy jde stejně jako u lidí o přechod na pevnou stravu při odstavení nebo zvětšení potravní nabídky člověkem či obohacování v přírodě dostupné potravy.

## Doporučení pro přikrmování kojenců

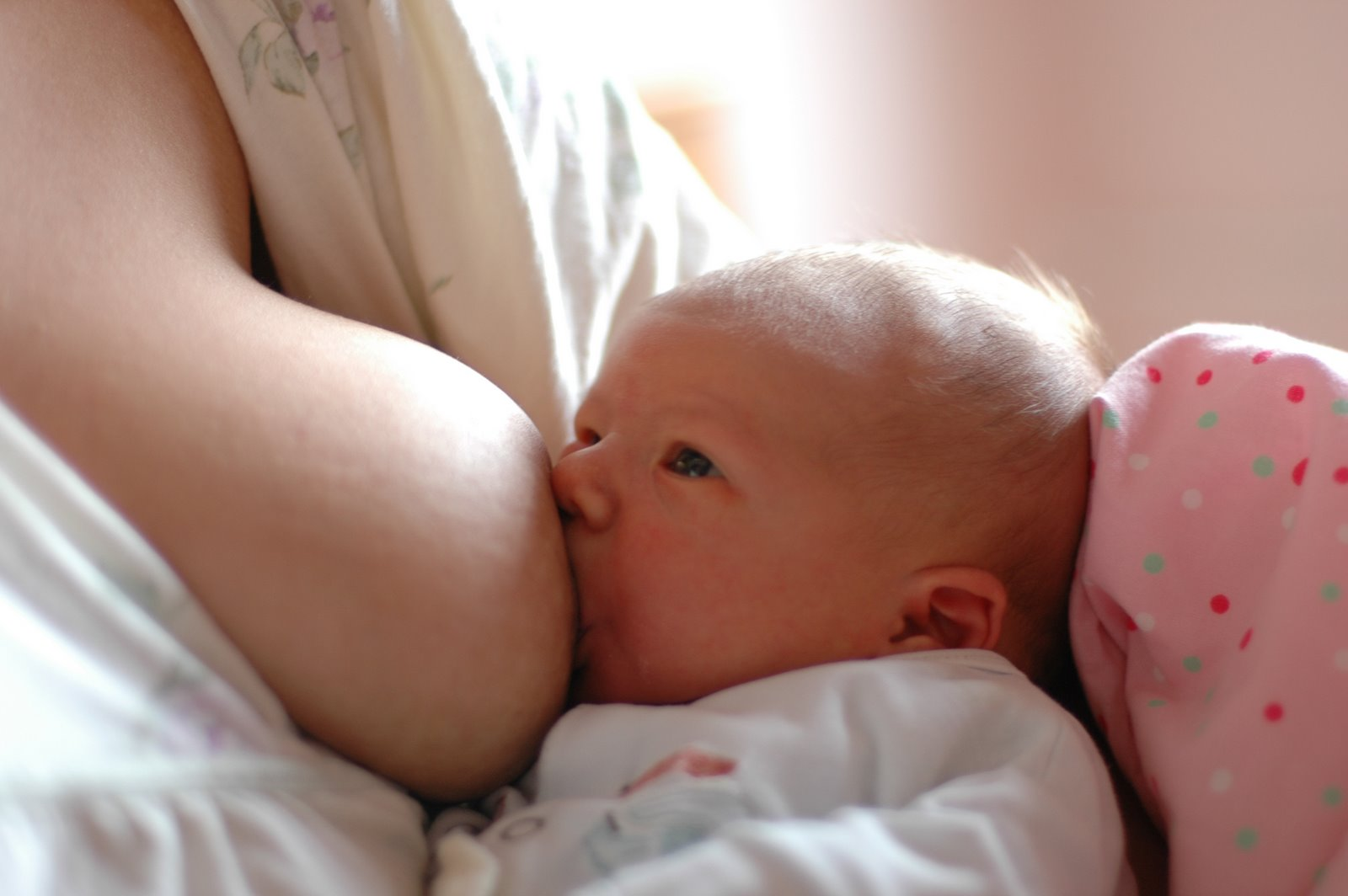
Plné kojení je doporučováno až do 6 měsíců věku

Příkrmy mateřské mléko zpočátku jen doplňují a nenahrazují. Čeští pediatři a gastroenterologové ve shodě s WHO a evropskými lékařskými společnostmi doporučují plné kojení nejméně do ukončeného 4. měsíce věku, ideálně až do 6. měsíce. Do 6. měsíce by měly být podle WHO výhradně kojeny i děti nedonošené a s nízkou porodní váhou.
Stanoviska českého Ministerstva zdravotnictví z roku 2013 a české společnosti gastroenterologů z roku 2014 doporučují pro donošené zdravé děti nezačínat s prvním příkrmem před ukončeným 4. měsícem věku (17. týden života) a začít při ukončeném 6. měsíci (26. týden života). Ochutnávání potravin je tedy od ukončeného 4. měsíce považováno za bezpečné, přičemž začátek seznamování se s nimi je vhodné v ukončeném 6. měsíci neoddalovat.
Mezi odborníky ale nepanuje úplná shoda na tom, kdy přesně s nemléčnými příkrmy začít. EPSHGAN, EAACI i americká USDA doporučují zavést příkrmy i u kojených dětí mezi ukončeným 4. a 6. měsícem, zatímco AAP a WHO doporučují výhradní kojení do 6 měsíců věku.
Doporučení jsou formulovaná pro děti zdravé a donošené, proto je třeba u dětí se zdravotními problémy, neprospívajících a předčasně narozených konzultovat individuální situaci s lékařem. Uváděné indikace pro začátek přikrmování mezi 4. a 6. měsícem jsou například hlad při neomezeném kojení, váhové neprospívání prokázané opakovaným vážením nebo klesající laktace.
Zavádění příkrmů a jejich skladba se řídí základními doporučeními lékařských asociací a Světové zdravotnické organizace (WHO), nicméně v detailech se postup liší v rámci regionů s ohledem na kulturní zvyklosti, dostupnost typů potravin nebo celkovou zdravotní situaci v regionu (jako přístup k nezávadné pitné vodě apod.). Proto se doporučení jednotlivých pediatrů mohou v detailech lišit. Doporučení se také mohou různit v závislosti na tom, zda je dítě krmeno mateřským mlékem nebo náhradní mléčnou výživou (tzv. umělým mlékem). Panel při WHO pak tvoří odborníci z různých světových regionů, kteří vytváří obecný koncensus aplikovatelný celosvětově, zatímco jednotlivé lékařské organizace více zohledňují situaci v konkrétním regionu.

### Důvody a podklady pro doporučení
Důvodů pro výše uvedená doporučení a postup uvádí odborné organizace a WHO několik:
- okolo 4. měsíce jsou trávicí trakt a ledviny dětí dostatečně připraveny na příjem jiné než mléčné potravy[4]
- mezi 4. a 6. měsícem (s ohledem na individuální vývoj) se u dětí objevuje schopnost přijímat a bezpečně polykat stravu ve formě pyré na lžičce (zatímco schopnost sám se krmit se objevuje až později),[4] která je daná vývojem pohyblivosti čelisti (pohyby nahoru a dolů - žmoulání)[19]
- zavedení příkrmů před dovršením 6. měsíce může vést v rizikových regionech ke zvýšené úmrtnosti následkem onemocnění trávicího traktu, např. v důsledku kontaminace dostupné vody nebo potravin patogeny[12][20] (v ČR ale zavedení příkrmů mezi 4. a 6. měsícem nepřináší závažná zdravotní rizika[10])
- zavedení příkrmů až po ukončeném 6. měsíci může vést k nedostatku hlavních živin ovlivňujících správný vývoj dítěte a tělesné funkce obecně (např. anémie v důsledku nedostatku železa nebo nedostatek zinku)[4][10][12][16][21]
- pozdní zavedení příkrmů (resp. některých druhů potravin) může vést ke zvýšenému riziku rozvoje potravinových alergií (např. alergií na arašídy, vejce[22][23][24] a lepek[25]) nebo problémům s návykem na nové chutě a různé struktury jídla[12][17][4]

### Limitace doporučení
Panel WHO v doporučení z roku 2023 uvádí, že si je vědom nedostatku velkých klinických studií (tzv. randomized controlled trial), které by většinu jeho doporučení zcela jasně podporovaly, nicméně jeho závěry vychází z množství zatím dostupných studií. Detaily doporučení k zavádění příkrmů se tedy vyvíjí v čase s ohledem na nové vědecké poznatky a revizi těch starých. Z toho pak vychází nesoulad mezi některými oficiálními doporučeními dle data jejich vydání, viz např. nesoulad mezi starším doporučením MZČR z roku 2013 a doporučením EAACI z 2020 ohledně zavádění potenciálních alergenů do stravy nebo oddálení začátku přikrmování v doporučení WHO mezi lety 2000 a 2001 z 4.-6. měsíce na ukončený 6. měsíc.

## Zavádění příkrmů u kojenců

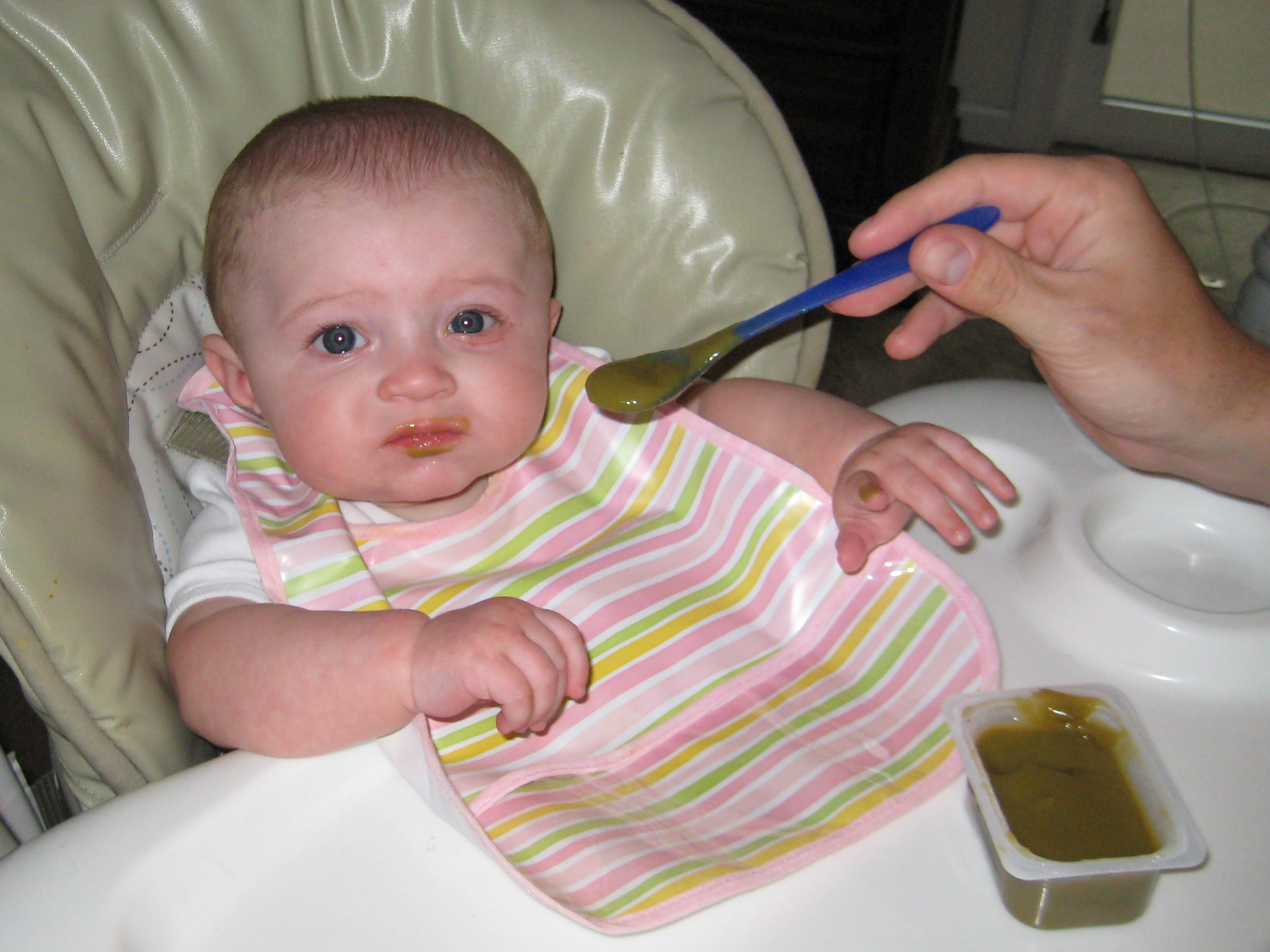
Dítě krmené pyrém na lžičce

Zavést první příkrmy se doporučuje od zhruba 6. měsíce věku, ale jinou než mléčnou potravu může dítě bezpečně ochutnávat od dovršeného 4. měsíce věku. (U dětí, kterým mateřské nebo náhradní mléko nepostačuje, dětí nedonošených a se zdravotními komplikacemi se postupuje jinak, než u dětí zdravých, donošených a prospívajících.)   

### Vývojová připravenost
Zohledněna by měla být vždy vývojová připravenost. Dítě by mělo z hlediska psychomotorického vývoje při zavádění příkrmů zvládat:
- udržet samostatně hlavu ve stabilní poloze
- koordinovat oči, ruce a ústa k hledání, uchopení a vkládání potravy do úst
- polykat a tolerovat tuhou stravu
- sedět s podporou (u metody BLW ideálně sedět vzpřímeně bez podpory)

Rodiče by měli zároveň sledovat i behaviorální signály jako zájem dítěte o jídlo nebo zvýšenou pozornost tomu, když jedí ostatní, v kombinaci se strkáním věcí do úst. Rozhodující pro započetí příkrmů ale nejsou.

### Doporučení k započetí přikrmování
Obecná doporučení uvádějí začínat s potravinami bohatými na železo jako formu prevence jeho nedostatku a tím i rizika vzniku anémie. Počáteční množství příkrmu je malé (typicky 1–3 čajové lžičky na den) a teprve postupem času roste. Během prvních 3 měsíců přikrmování dítě přechází z jednoho jídla až na 2–3 jídla denně (snídaně, oběd, večerní svačina). Porce jsou pak orientačně uváděné o velikosti půl šálku, tedy asi 125 g. Množství ale závisí na individuálních potřebách dítěte.  
Zpočátku je dítě po příkrmu dokojeno tak moc, jak samo chce – mléko tak dostatečně pokrývá i pitný režim dítěte. Kojení jsou postupně příkrmy nahrazována až později. Poté je třeba vhodnou formou doplňovat i tekutiny (např. voda, dětské čaje). Nekojené děti starší 6 měsíců potřebují minimálně 400-600 ml tekutin jako přídavek ke stravě. Mateřské nebo umělé mléko je ale hlavním zdrojem potravy až do 1 roku dítěte. Kojení kombinované s příkrmy má navíc zjištěný protektivní efekt (například snižuje riziko vzniku intolerance na lepek, tzn. celiakie).  
Obecná doporučení českých pediatrů o postupu při započetí příkrmů jsou následující:
- začít s jednodruhovými příkrmy jemné konzistence (rozmixované nebo rozmačkané), v ČR typicky doporučované zeleninové
- každou potravinu testovat 3–5 dní, než se zavede další nová, kvůli sledování možné alergické reakce
- podávat jídlo pomalu, reagovat na projevy dítěte (hlad vs sytost) a udržovat oční kontakt
- k jídlu nenutit, pozitivně povzbuzovat a nerozptylovat (udržovat klidné prostředí při jídle)

V zahraničí se mohou tato doporučení v některých detailech lišit (např. rozestup mezi novými druhy potravin nebo potraviny doporučované jako první příkrmy, viz níže). 

## Skladba příkrmů

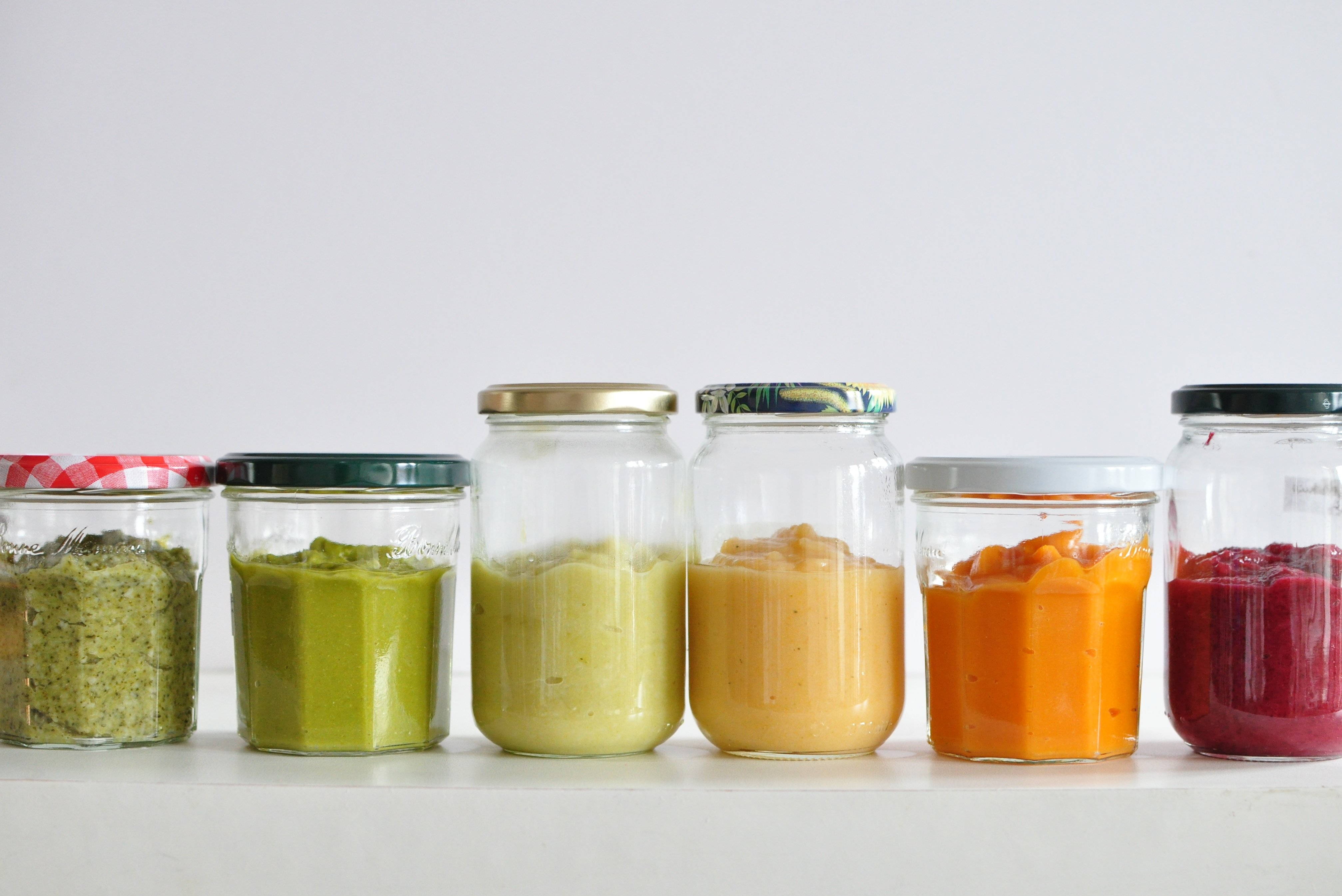
V ČR jsou typicky jako první doporučované zeleninové příkrmy

Příkrmy by zpočátku měly být jednosložkové a poté až vícesložkové po otestování více druhů potravin na možné alergické reakce a zdravotní komplikace. Strava by měla postupně směřovat k dostatečné pestrosti – se zastoupením živočišných i rostlinných bílkovin (maso, vejce, luštěniny, tofu), ovoce, zeleniny a obilovin. Z důvodu prevence nedostatku železa je důležité zavádění na něj bohatých potravin, včetně těch železem obohacených (tzv. fortifikovaných).
Typy potravin používané jako příkrmy jsou závislé na regionálních a kulturních zvyklostech, proto se doporučení ohledně příkrmů mohou ve světě velmi lišit. Zatímco první příkrmy v ČR jsou často zeleninové a poté masozeleninové, v Kanadě jsou doporučovány na železo bohaté potraviny jako mixované maso, luštěniny nebo tofu a v asijském regionu je typickým prvním příkrmem pokrm z rýže.

### Návyk na nové potraviny
Při nabízení nových potravin je na místě trpělivost a jednotlivé potraviny nabízet opakovaně. Zvyknout si a přijmout novou potravinu může trvat více ochutnání (v rozpětí 6–35 pokusů). Návyk na novou potravinu může být rychlejší u dětí kojených (zatímco mateřské mléko má proměnlivou chuť dle jídelníčku matky, umělá mléčná výživa má chuť stále stejnou). Analogicky i dospělý člověk přistupuje ke zcela novému jídlu s opatrností a nejprve zkouší malá množství, nejde tedy o známku trvalého nepřekonatelného odmítání potraviny ale potřebu postupného návyku. Děti navíc přirozeně preferují slané a sladké chutě, odpor mají k hořkým (např. brukvovitá zelenina) a kyselým.
Důležité je tedy postupné získání pozitivní zkušenosti s novou potravinou, kterou formuje i příjemné a klidné prostředí u jídla. Naopak nucení do jídla nebo negativní zkušenost s potravinou jako zvracení, nevolnost, nemoc či křik rodiče, může vyvolat averzi, která přetrvá až do dospělosti.
U batolat je zcela běžná vysoká variabilita v příjmu jídla (jeden den téměř nic, druhý den velkou porci) a i dočasná vybíravost. To je třeba respektovat a nechat dítě samo rozhodnout o množství jídla, které sní, zatímco rodič rozhoduje o podávané skladbě jídla. Objevit se ale může i chorobný strach z nových potravin tzv. potravinová neofobie. Její původ není zcela jasný, jde o kombinaci více faktorů od genetiky, vlivů prostředí (jako čas a způsob uvedení potraviny nebo vztah rodiče k jídlu), až po charakter dítěte.

### Nevhodné potraviny

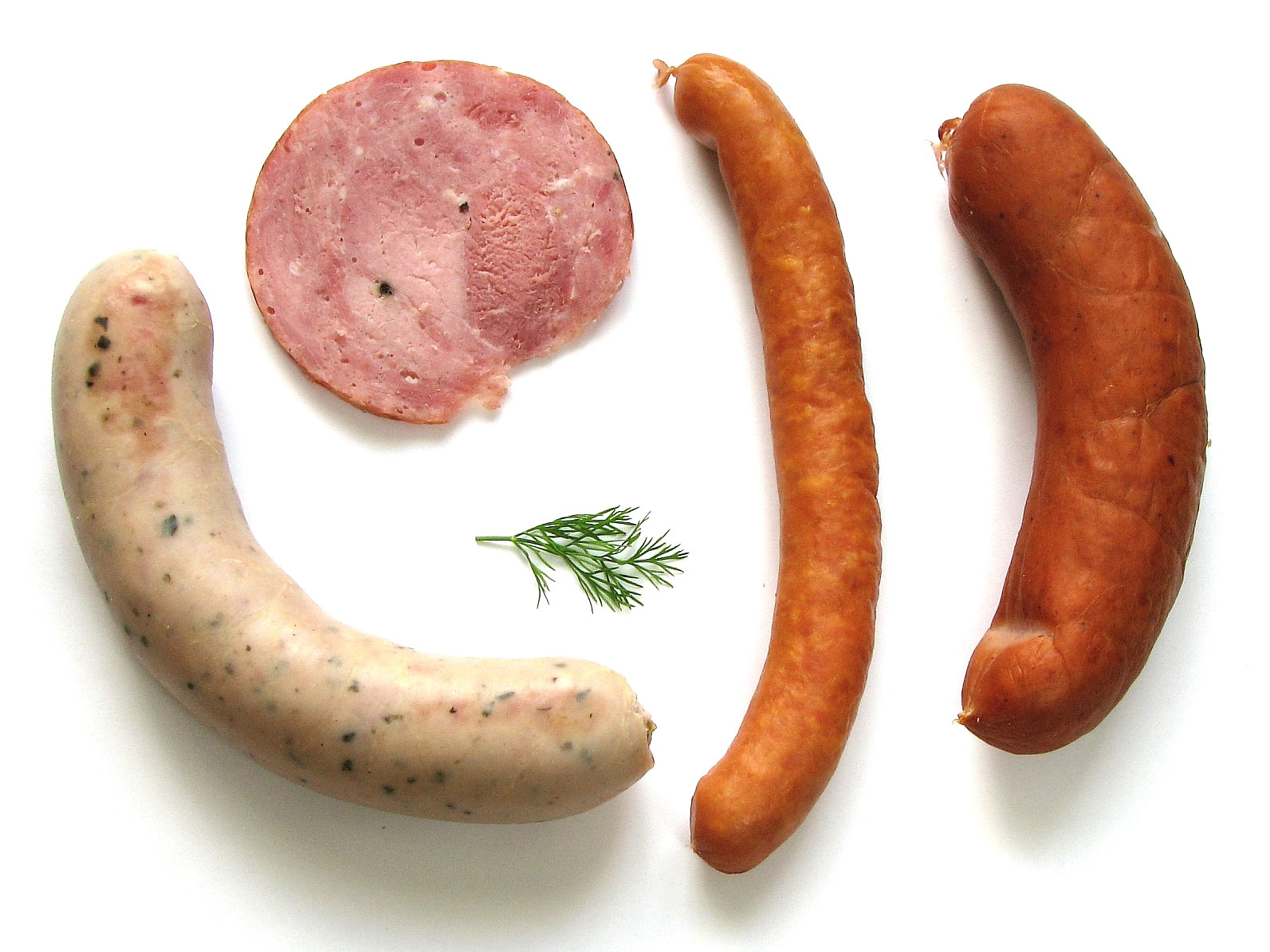
Uzeniny by se v dětské neměly vyskytovat vůbec

Příkrmy by se do 1 roku věku neměly doslazovat a solit. V jídelníčku by se tak neměly vyskytovat ani cukrovinky, slazené nápoje, slané pochutiny a tzv. hotová jídla a fastfood. Důvodů je několik. Na množství soli i cukru v jídle snadno vzniká návyk. Cukr rozkládaný bakteriemi v ústech významně přispívá ke vzniku zubního kazu. Sůl představuje přílišnou zátěž na stále se vyvíjející ledviny a její zvýšená konzumace vede k rozvoji vysokého krevního tlaku v dospělosti. Kojencům by se tak nemělo podávat větší množství běžného pečiva a žádné uzeniny (včetně šunky se sníženým obsahem soli). Pokrmy je vhodné místo soli/cukru dochucovat například bylinkami (nikoli ale bylinkovými kořenícími směsi, kde je přidaná sůl), česnekem a cibulí, zázvorem, ořechy a sušenými plody.
Z důvodů rizika možné nákazy bakteriálními infekcemi se nedoporučuje podávat:
- měkké sýry s plísní a sýry z nepasterizovaného mléka kvůli možné nákaze listérií
- med z důvodu možné nákazy botulismes
- vejce naměkko a syrová kvůli možnému výskytu salmonelly

Doporučeno obecně není podávání kravského mléka do jednoho roku věku (z důvodů horších nutričních hodnot a špatné stravitelnosti v daném věku a možné inhibice vstřebávání železa) a stejné pravidlo platí pro mléka rostlinná (sójové, mandlové atd.), nicméně je možné již zařadit bílý jogurt nebo sýry s nízkým obsahem soli. Batolatům se pak doporučuje podávat mléko plnotučné, ale v omezeném množství.
Zařazovat by se také neměly nízkotučné potraviny. Vyhýbat se je třeba fenyklu, který obsahuje karcinogenní estragol a je často součástí zažívacích čajů pro matky a děti. Nedoporučují se čaje z čajovníku (černé, zelené atd.) – rostlina obsahuje taniny, které vážou železo. Kvůli možné expozici těžkým kovům se nedoporučuje podávat ryby jako žralok, mečoun a marlín (zdroje rtuti). Rýžová mléka a rýžové kaše by děti neměly jíst ve velkém množství kvůli kontaminaci arsenem (rýže ho absorbuje z podzemní vody více než jiné plodiny), nicméně jeho hladiny v potravinách jsou regulované směrnicí EU s přísnějšími limity pro kojeneckou stravu.
Kofein by se v dětské stravě neměl vyskytovat vůbec, ve věku 12–17 let jen v minimálním množství pod 100 mg denně. Kofein způsobuje vysoký krevní tlak, reflux ale i poruchy spánku a úzkostnou poruchu, ve větším množství je pak toxický. Jeho zdrojem jsou káva, čaj, energetické nápoje ale také čokoláda.

### Výživová omezení rodiny
Pokud se dítě nestravuje dostatečně pestrou stravou (nejen u dětí s výživovými omezeními), je třeba zvážit zavedení doplňků stravy. Zároveň ale odborníci varují, že volně prodejné potravinové doplňky nejsou testovány stejným způsobem jako léčiva a běžně se u nich vyskytují problémy s kvalitou a bezpečností. Je proto třeba konzultovat užívání potravinových doplňků s lékařem.

#### Vegetariánství
Správně složená vegetariánská strava je pro děti bezpečná a zajišťuje dostatečný příjem energie i živin. Naopak přináší zdravotní benefity jako snížené riziko kardiovaskulárních onemocnění, rakoviny tlustého střeva a diabetu 2. typu. V případě nedostatečné pestrosti a nevhodného vedení může však vést k riziku nedostatku některých důležitých vitamínů a minerálů jako železo, zinek, vápník, riboflavin, vitamín B12, D a dalších. Potraviny bohaté na železo je tak pro jeho lepší vstřebávání vhodné kombinovat s potravinami bohatými na vitamín C a naopak nekombinovat s mléčnými výrobky, neboť vápník vstřebávání inhibuje. K sestavení vhodného jídelníčku je možné použít např. vegetariánskou potravinovou pyramidu.

#### Veganství
Veganská strava by měla být podle ESPGHAN zaváděna pouze pod dozorem lékaře nebo nutričního specialisty a rodiče by měli být srozuměni s potenciálními vážnými následky, pokud se nebudou doporučeními řídit a užívat náležité doplňky stravy. Česká gastroenterologická společnost ji pro kojence a mladší děti obecně nedoporučuje vůbec. Veganská strava se neobejde bez suplementace vitamínem B12, jehož výrazný nedostatek vede k megaloblastové anémii, ve vážných případech i trvalému poškození nervové soustavy.

## Typy příkrmů

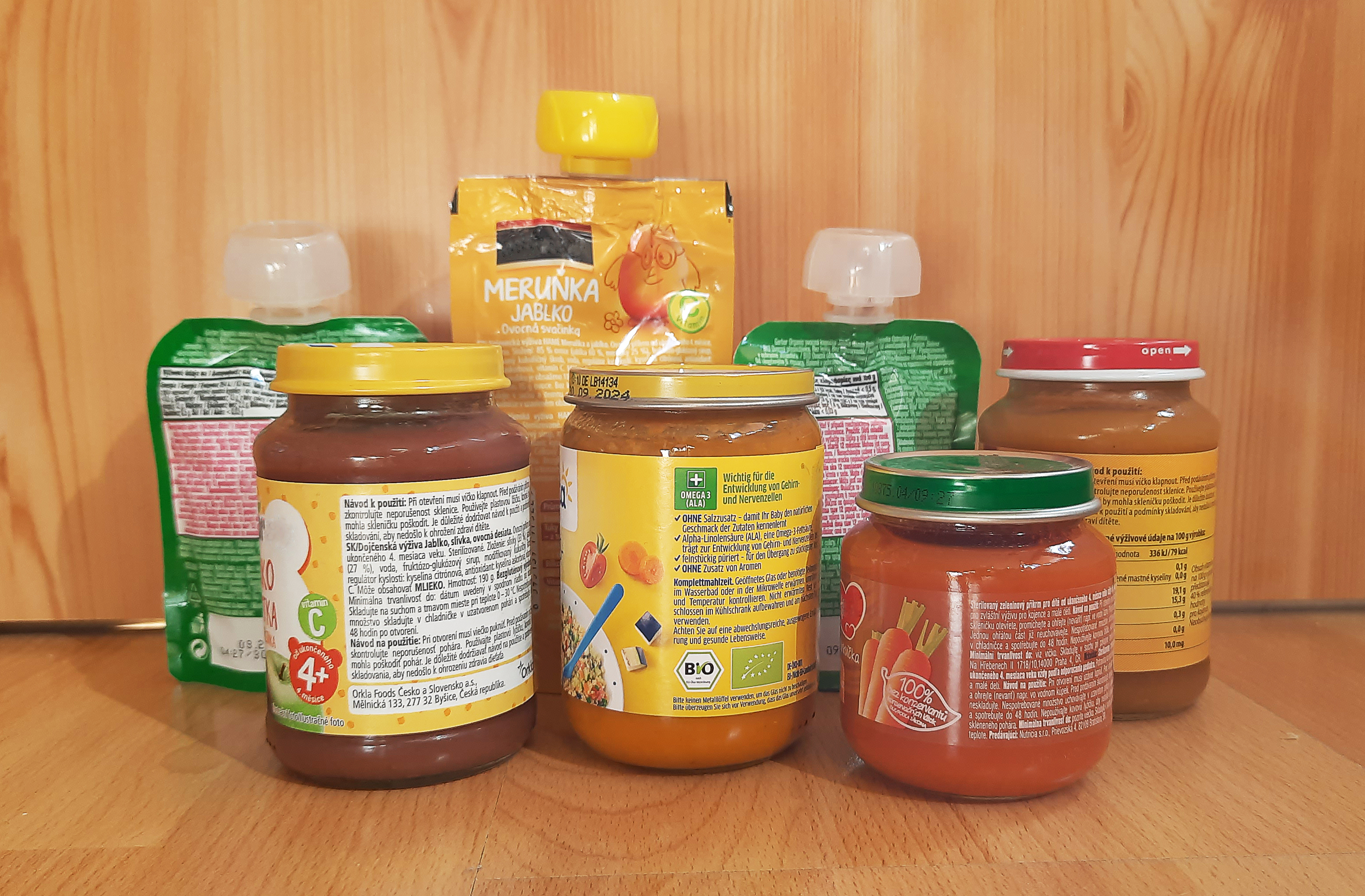
Různé druhy kupovaných přesnídávek a příkrmů

Při zavádění příkrmů lze využít různé strategie – ať už pouze jednu nebo jejich kombinaci. Stejně jako v případě přesné doby zavádění příkrmů není zatím dostatek velkých odborných studií jednoznačně svědčících o některých uvažovaných zdravotních benefitech výhradního zavedení pouze jedné z možných variant přikrmování. A to i proto, že rodiče uvádějící určitý typ příkrmů jich často do nějaké míry kombinují vícero, a je tak těžké provádět kontrolované klinické studie dopadů pouze jednoho typu na vývoj a zdraví dítěte.
Způsob přikrmování a také doba začátku příkrmů koreluje s různými faktory, např. matky zaměstnané a matky dětí s nižší porodní váhou častěji začínají s příkrmy dříve, tím pádem volí i typ příkrmů na lžičce ve formě pyré. Dřívější přikrmování koreluje ale i s nižším věkem matky nebo s krmením umělým mlékem (formulí).
Klasické příkrmy na lžičce nebo kousky do ruky by neměly být ve velkém nahrazeny kupovaným pyré ve stlačitelných sáčcích (tzv. kapsičky), aby se dítě mohlo seznámit s různými texturami jídla a adekvátně rozvíjet žvýkací svaly.

### Pyré a kaše

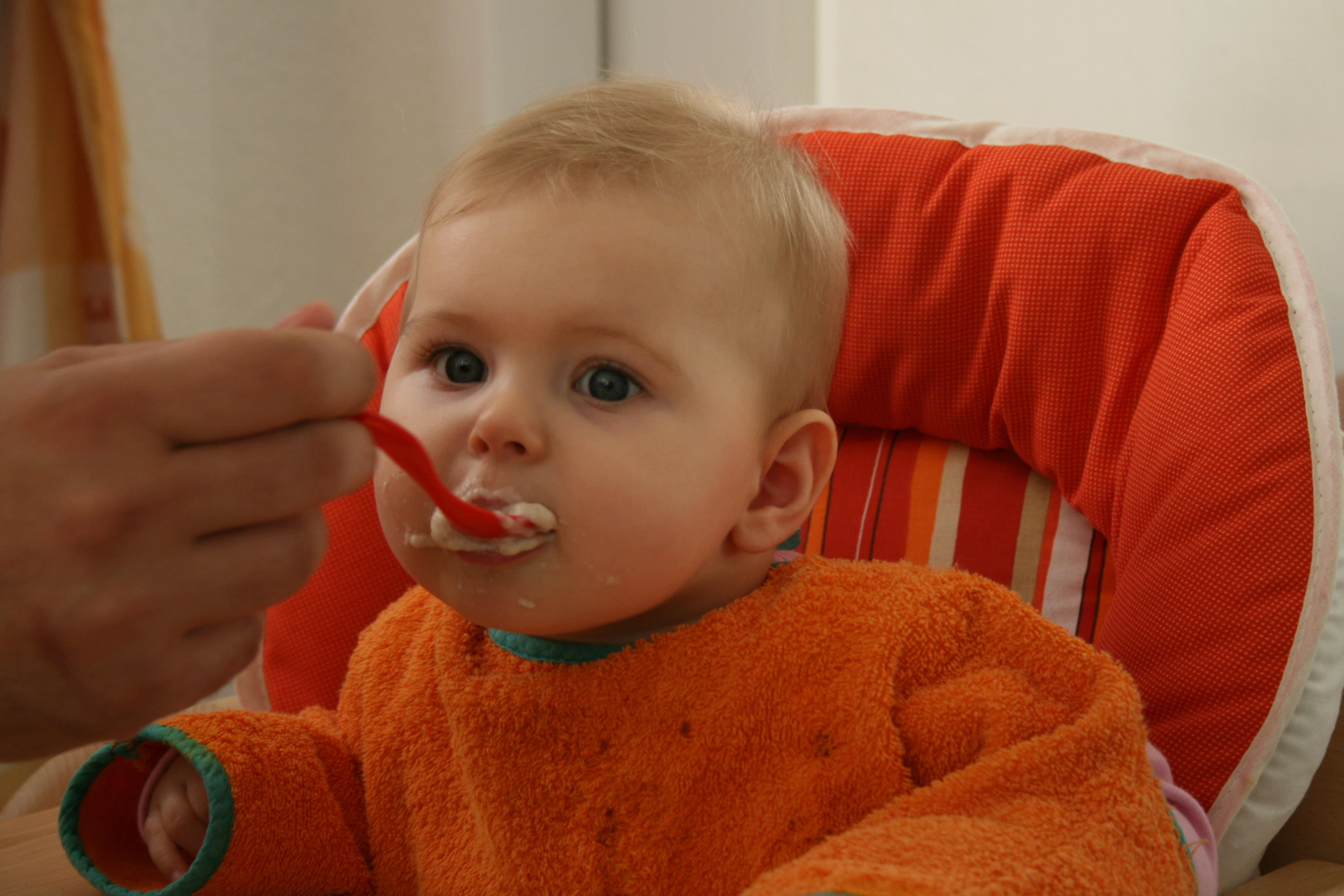
Krmení dítěte rodičem příkrmem na lžičce

Jedním z přístupů je počáteční podávání kaší a pyré, kdy se kousky vhodných potravin uvaří do měkka a rozmixují nebo rozmačkají. Tento postup je odborníky doporučován v případě začátku příkrmů v i před ukončeným 6. měsícem. Postupně by pak mělo docházet k přechodu na kousky jídla (tzv. finger food) dle individuálního motorického vývoje dítěte a to nejpozději mezi 8. a 10. měsícem.
Doporučuje se začít jednodruhovými pyré ze zeleniny (např. brambor, mrkev, květák, cuketa, dýně, brokolice, hrášek a další). Poté pokračovat s příkrmy masozeleninovými a přidávat ovocné přesnídávky a následně i obilné kaše. Pro zajištění dostatečného přísunu železa jsou jako první příkrmy někdy doporučovány obilné kaše (rýžové nebo ovesné, typicky fortifikované). 
Jelikož je konzumace jídla v tomto případě řízena rodičem, je důležité, aby sledoval projevy sytosti a hladu dítěte:
- při hladu se dítě naklání vpřed k jídlu, otevírá pusu, sleduje jídlo, projevuje nadšení/zájem
- naopak projevy sytosti jsou odklánění hlavy pryč, zavírání pusy před jídlem, plivání a odkládání jídla a hraní si s ním

Pokud se tyto projevy ignorují, dítě se neučí rozpoznávat signály vlastního těla, což může vést k přejídání a rozvoji obezity. Důležité je tak dítě nenutit ani dojídat připravenou porci nebo obsah dětské lahvičky.

### BLW (baby-led weaning)

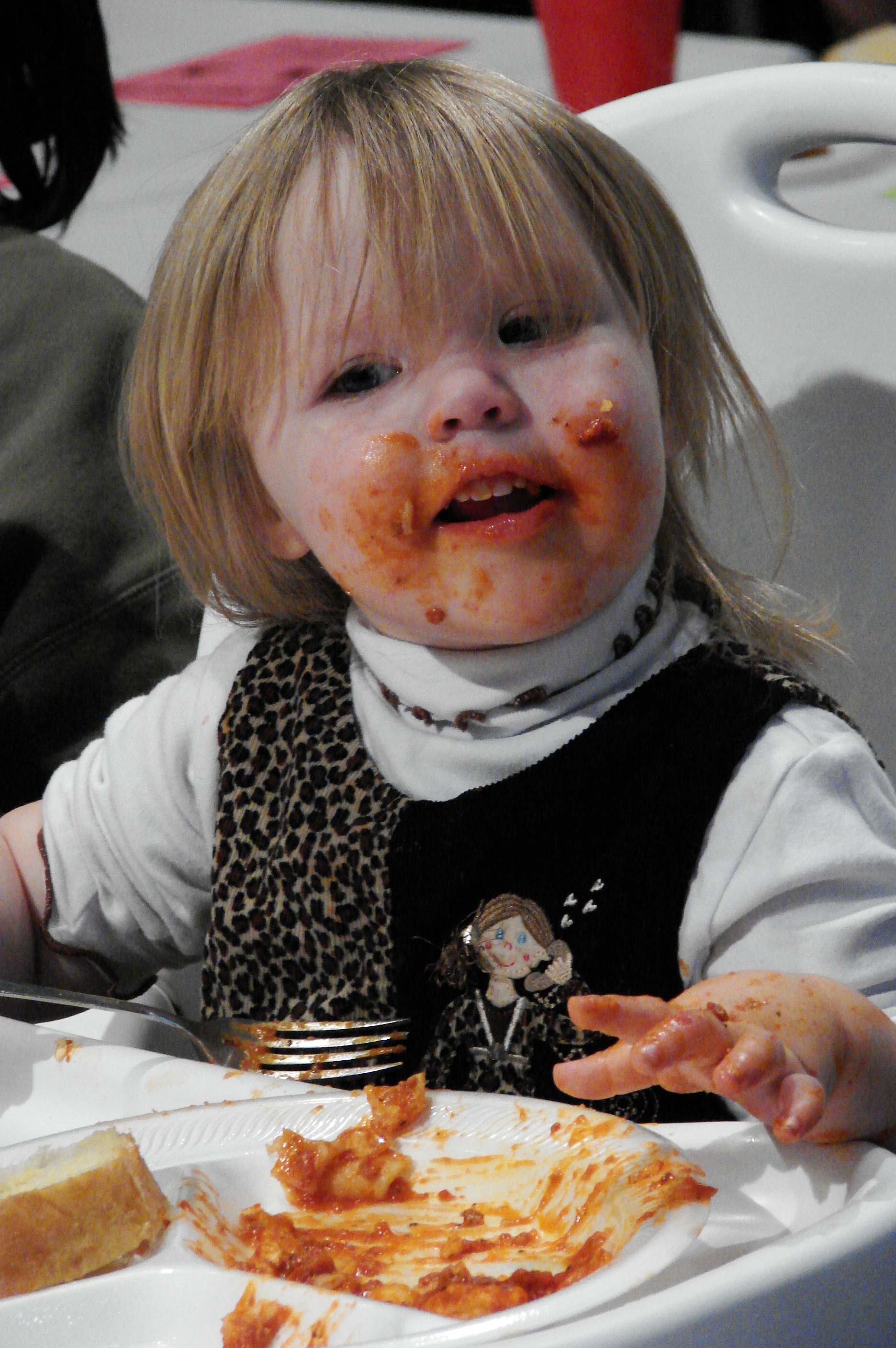
Nepořádek je normální součástí prvních měsíců, kdy se dítě učí stravovat samo

Anglický termín baby-led weaning nebo také auto-weaning označuje postup, kdy je proces odstavení a tedy i přikrmování řízen samotným dítětem nikoli rodičem, který určí dobu odstavení. Dítě při jídle samo rozhoduje o množství, typu a rychlosti přijímané potravy z rodičem poskytnuté nabídky. Podávány jsou vhodně upravené menší kousky potravy (tzv. finger food), které dítě samo konzumuje rukama.
Interpretace tohoto postupy mezi rodiči se ale liší od velmi striktních, kdy nejsou dítěti nabízeny vůbec žádné potraviny ve formě pyré nebo na lžičce, až po různou míru kombinace obou přístupů. Zároveň je přechod k celým kouskům potravy, které dítě samo jí, žádoucí, ať už byly příkrmy započaty jakoukoli formou.
Propagátorkou metody je britská zdravotnice Gill Rapley, která je i autorkou několika praktických publikací o této metodě. Na základě této metody byla v roce 2015 pracovníky novozélandské University of Otago vyvinuta její alternativní verze pod názvem BLISS (Baby-led Introduction to Solids) zaměřená na snížení rizik BLW přístupu jako zadušení a nedostatek živin. Tato metoda se liší hlavně v detailních instrukcích postupu, zatímco samotný přístup k příkrmům zůstává stejný. Rodičům, kteří chtějí začít s příkrmy formou BLW, je doporučována jako vhodná varianta.

#### Vývojová připravenost
U této metody je uváděna možnost užití již od 6. měsíce věku (u dětí donošených a bez zdravotních a vývojových problémů). Z hlediska psychomotorického vývoje ale dosahují děti schopnosti se krmit samy v mnoha případech až později mezi 7. a 12. měsícem. Vývojová připravenost dítěte na přijímání kousků potravy se vyznačuje:
- schopností udržet trup a hlavu ve vzpřímené pozici se zcela minimální nebo žádnou oporou
- samostatně sedět (nikoli být v pololehu na lehátku)
- koordinovat pohyby při uchopení a vkládání potravy do úst
- polykat tuhou stravu, neplivat ji

Pouze zájem o jídlo a strkání si věcí do úst nejsou rozhodující faktory pro započetí přikrmování.

#### Doporučení vhodného postupu
Stejně jako u jiných přístupů příkrmů se BLW postup řídí obecnými doporučeními – začít nejdříve s ukončeným 6. měsícem, nadále pokračovat v kojení a dbát při krmení dítěte na bezpečnost (tzn. nenechávat ho s jídlem o samotě, dohlížet na něj, nenechat ho jíst při plazení se nebo v leže apod.) a sledovat projevy sytosti. Doporučuje se dítě usadit do židličky se stolečkem, pod to pak umístit snadno omyvatelnou podložku.
Při podávání celých kousků jídla je zásadní dbát na prevenci udušení volbou vhodné formy a typů jídel:
- tvrdé potraviny (např. mrkev, jablko, brokolice, květák apod.) povařit do měkka tak, že je možné rozmělnit je vidličkou nebo jazykem o patro úst, tvrdou zeleninu a ovoce (např. jablka) nepodávat syrové
- jídla kulatá nebo s kruhovým průřezem nakrájet na kousky nebo rozdrtit (např. bobule jako hrozny, borůvky, rajčata)
- vyjmout z jídla pecky, tuhé blány a vlákna, kosti a jiné tvrdé části
- nepodávat jídla příliš lámavá, drobivá a suchá, která by se v ústech spojila do velkých cucků (jako sušenky a keksy, celé ořechy, sušené ovoce jako rozinky)
- lepivá jídla (např. ořechová másla) nepodávat ve velkých kusech, ale naředit do hladké tekutější konzistence
- kusy jídla v prvních měsících podávat nejméně v délce sevřené dětské pěsti, aby byly dobře uchopitelné (vhodné krájení do tvaru hranolků)

Postupný přechod od do měkka vařených k tvrdým syrovým potravinám je dán vývojem žvýkacích svalů. Zatímco mezi 7.-9. měsícem zvládá dítě rytmické žvýkací pohyby, mezi 8.-12. měsícem se přidávají pohyby jazyka usměrňující sousto ke stoličkám a až mezi 12.-18. měsícem je dítě schopno plného rotačního žvýkání, které umožňuje rozkousání vláknitých tuhých potravin (tepelně upravené maso nebo syrová zelenina a ovoce). 
Zároveň je rodičům v případě obav doporučeno nastudovat si před započetím přikrmování postupy první pomoci pro děti. Důležité je také rozlišovat mezi život ohrožujícím dušením, kdy je dítě tiché a začne modrat z důvodu blokace dýchacích cest potravou, a reflexním dávením, kdy se dítě hlasitě projevuje, kašle a pouze se snaží dostat potravu zpátky do přední části úst k dalšímu rozžvýkání.

#### Výzkum přínosů metody BLW
Odborná literatura zatím neposkytuje dostatek dat, která by umožňovala porovnání tradičního rodičem řízeného přístupu příkrmů na lžičce s metodou BLW a vyvození jasného hodnotícího stanoviska ohledně této metody. Provedené studie nicméně naznačují, že rodiče preferující tento typ zažívají subjektivně méně stresu spojeného s příkrmy a jejich děti se nezdají mít nižší energický příjem oproti dětem s rodičem řízenými příkrmy (na lžičce). U BLW dětí se také projevuje menší nerudnost u jídla a lepší schopnost poznat zasycení.
Problematické je ale to, že rodiče využívající tuto metodu reprezentují specifickou kohortu populace nikoli její průřez. Matky využívající BLW jsou průměrně více vzdělané, častěji zastupují v práci řídící pozice, častěji své děti kojí a méně často odcházejí z mateřské dovolené do práce během prvních 12 měsíců života dítěte. To může v pozitivním i negativním smyslu zkreslovat některé sledované efekty metody. Při nevhodně vedené BLW stravě (stejně jako u krmení lžičkou), se může objevit riziko nedostatečného přísunu některých živin jako železo, zinek a dalších. K tomu dochází v případě, kdy jsou dítěti podávány jen ty druhy potravin, které se snadno drží jako kousky ovoce a zeleniny. 

## Zdravotní komplikace spojené s příkrmy

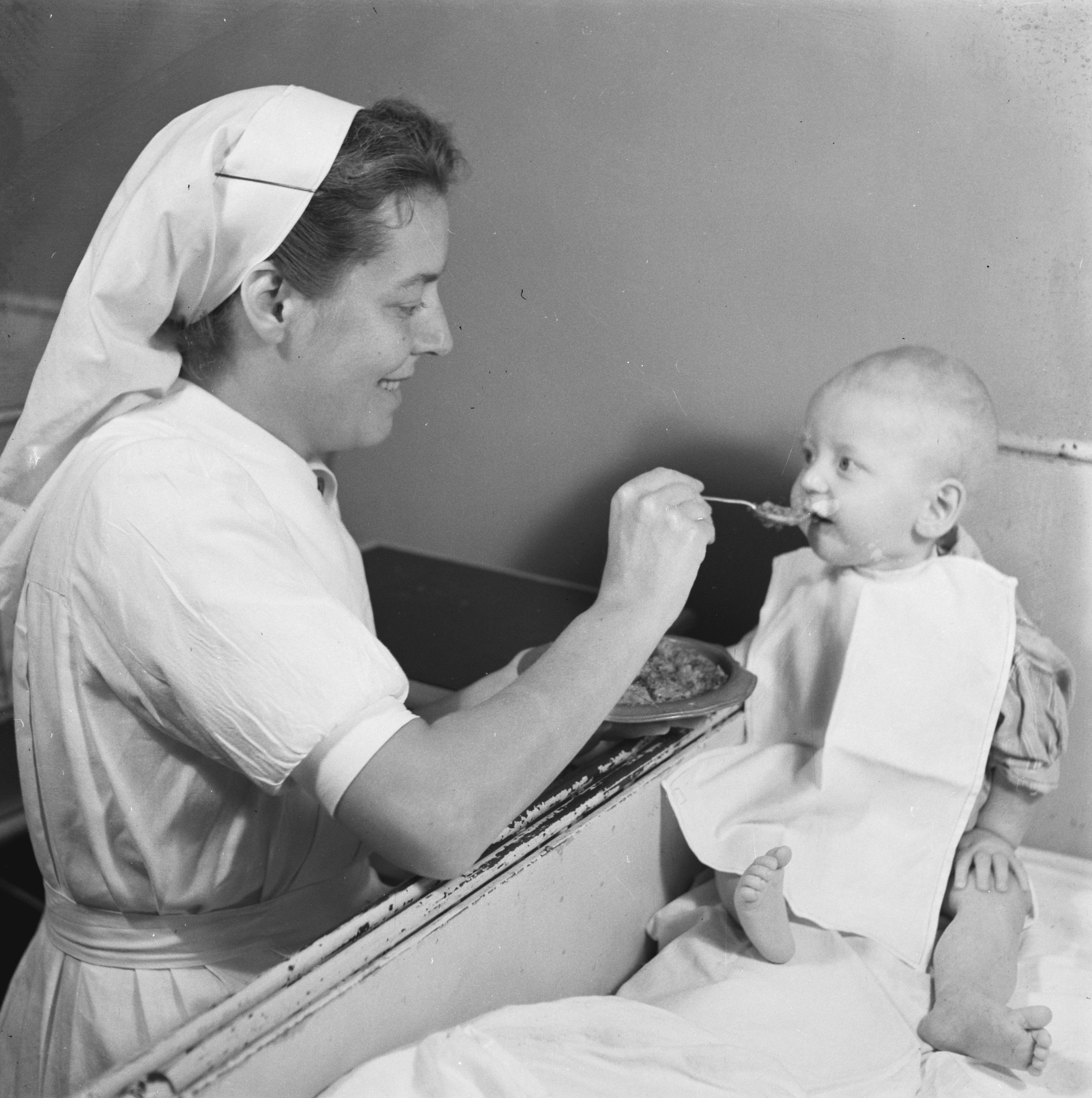
Dítě přikrmované zdravotní sestrou, Amsterdam, rok 1945

Zavádění příkrmů je pro dítě velká změna jídelníčku - přechází z tekuté stravy na pevnou a tomu se postupně přizpůsobuje i trávicí soustava a v reakci na přijaté potraviny se vyvíjí mikrobiota střeva. Potrava začíná trávicím traktem procházet pomaleji a mění se i podoba stolice. 
Složení stravy tak může vést k různým zdravotním obtížím, kterým je možné do určité míry předcházet. Důležité je tak i dodržování základních principů hygieny – jídlo připravovat s umytýma rukama, důkladně potraviny očistit, po uvaření nechat vychladnout a do dvou hodin přemístit do mrazáku nebo do chladničky. Jídlo z chladničky pak spotřebovat do dvou dnů.

### Alergie

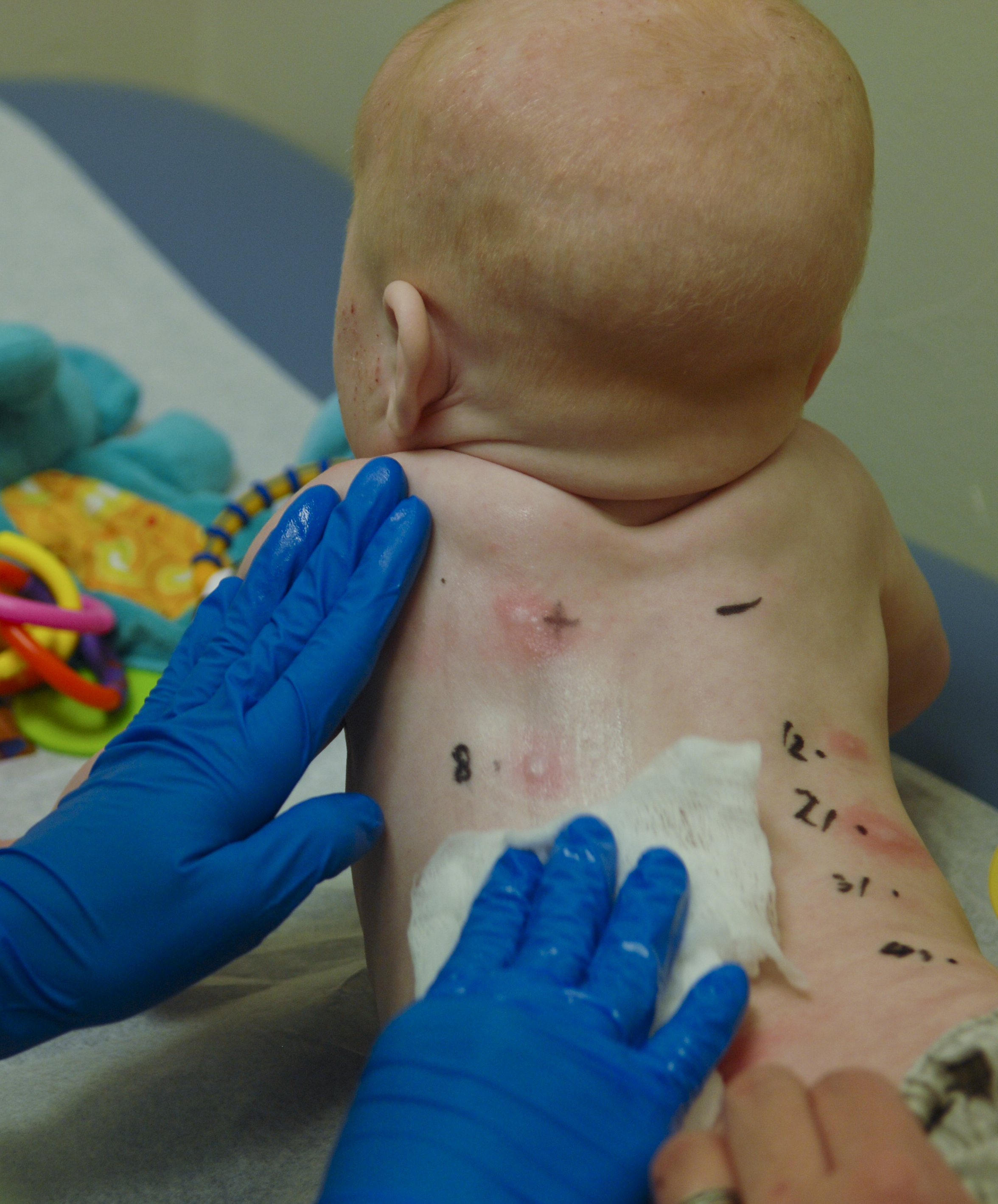
Dítě testované na potravinové alergeny v nemocnici v USA

Děti a kojící matky by se neměly cíleně vyhýbat alergenním potravinám, naopak jejich uvedení ve vhodné době může působit preventivně proti vzniku nebo setrvání projevů alergií. Na to poukazují výsledky jak observačních studií tak i velkých randomizovaných kontrolovaných studií provedených během druhé dekády 21. století jako britská EAT Study a LEAP, nizozemská KOALA Study a dalších. Jejich zjištění vedla i k úpravě doporučení ohledně zavádění příkrmů v některých zemích. (Např. nizozemské doporučení nechat děti potraviny v malém množství ochutnávat již mezi ukončeným 4.-6. měsícem.) 
Původní idea doporučování seznámení se (nejen) s alergenními potravinami mezi ukončeným 4. a 6. měsícem vychází z tzv. teorie imunologického okna (také jako okno imunologické tolerance). Ta ve zkratce popisuje dobu, kdy si organismus zvyká na nové složky z prostředí a učí se rozlišovat, zda jsou pro něj bezpečné, nebo je třeba na ně reagovat. Jde o učení se vhodné imunologické odpovědi na látky organismu nevlastní (antigeny). Výše zmíněné studie ale ukazují, že se tato doba může různit pro rozličné potraviny a může být mnohem delší než původně odhadovaných 6 měsíců (např. u arašídů do 11–12 měsíců, u vajec mezi 4. a 8. měsícem). Jako horní hranici uvádějí věk zhruba 1 roku. Pozdější vystavení potenciálnímu alergenu (po 2 letech věku) nebo naopak dřívější (před ukončeným 4. měsícem) může mít opačný efekt, tedy větší riziko rozvoje alergické reakce.
Při ochutnání nové potraviny je doporučováno vždy začínat postupně malým množstvím, sledovat reakci dítěte a vyčkat několik dní před tím, než se zavede další nová potravina. (Např. poprvé podám rozmixované jablko, podávám ho v malém množství po několik dní, a pokud se nedostaví žádná alergická reakce, pokračuju další potravinou.) Čeští a američtí pediatři shodně uvádějí rozestup 3-5 dní, britská NHS uvádí testování delší než 1–2 dny jen u alergenních potravin (arašídy, mořské plody a ryby, kravské mléko, semínka, potraviny s obsahem lepku atd.), kanadská asociace pediatrů zase uvádí 1-2 dny i u alergenních potravin. Obecně je třeba dodržet takový rozestup, aby bylo možné spolehlivě říct, na jakou konkrétní potravinu dítě alergickou reakci projevilo. Vhodné je také odložit zavádění nových potravin např. při očkování pro odlišení možných vedlejších účinků vakcíny právě od potravinové alergie.
Alergie jsou imunitní poruchou, kdy tělo přecitlivěle reaguje na určitou molekulu z prostředí, která je jinak tělu neškodná. Jejich vzniku je tak do určité míry možné předcházet, ačkoli znalosti o vzniku alergií jsou stále omezené a nekompletní. Opakem jsou potravinové intolerance, které jsou dané od narození genetickou výbavou, která ovlivňuje tělesné funkce (např. neschopnost těla vytvářet enzym laktázu k rozkladu mléčného cukru laktózy, kdy následně mluvíme o intoleranci na laktózu).
Alergické reakce můžou mít různou podobu a závažnost, potravinové alergie se ale projevují rychle (v řádu hodin po požití alergenu). Projevy jsou zpravidla zarudlá vyrážka v obličeji i jinde na těle, svědění, průjmy, zvracení ale i obtíže s dechem a otoky, včetně zhoršení již existujícího ekzému nebo astmatu. U potravinových intolerancí jsou běžnější hlavně problémy s trávením jako průjem, nadýmání a bolest břicha. Atopická dermatitida je pak považovaná za známku většího rizika budoucího rozvoje alergií a děti se silnými příznaky je tak vhodné vyšetřit na existenci možné potravinové alergie.

### Zácpa
Zácpa je typická obtíž spojená se zaváděním tuhé stravy u dětí, je běžná v celém světě a vyskytuje se až u 30 % dětí (medián 9 %). Původcem jsou: složení potravy (málo nebo naopak příliš mnoho vlákniny), nedostatek tekutin a pohybu, případně specifické zdravotní indispozice dítěte.

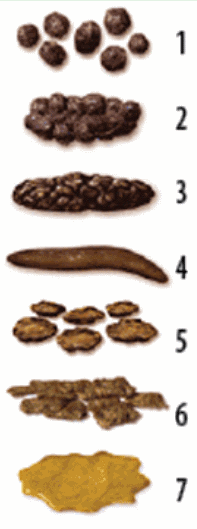
Bristol stool chart určená k hodnocení stolice: 1 - tvrdé hrudky značící zácpu, 7 - vodnatá stolice značící průjem, typ 3 a 4 jsou považovány za normální stolici.

Vyhodnotit, zda jde u dítěte o zácpu nebo naopak průjem, je možné podle obrazových hodnotících tabulek, např. Bristol stool chart nebo Amsterdam infant stool scale. Nestrávené kusy jídla ve stolici jsou normální, stejně jako změna její barvy podle složení potravy (mrkev – oranžová, řepa – červená, banán – černá vlákna atd.).
Prevencí zácpy je složení stravy směrem k vyššímu podílu zeleniny a ovoce na úkor jednoduchých cukrů. Akutní obtíže mnohou stejně jako u dospělých vyřešit specifické potraviny s vyšším obsahem vlákniny a sorbitolu jako hrušky, jablka, třešně, meruňky, broskve, nektarinky, švestky, fíky a datle. Sorbitol je přírodně se vyskytující alkoholový cukr, který má schopnost vázat na sebe v tlustém střevě vodu a tím napomáhat vyprazdňování (stejně jako rozpustná vláknina), ve větším množství má přímo projímavé účinky. K lehčímu průchodu stolice napomáhá i namočené lněné nebo chia semínko, potraviny bohaté na vlákninu jako ovoce se slupkou, květák, brokolice, luštěniny, otruby, vločky nebo odvar z nich, celozrnné pečivo a potraviny s bakteriemi mléčného kvašení jako kvašené zelí, kefír nebo jogurt.
Naopak některé potraviny mohou riziko zácpy zvětšovat – uváděny jsou nedostatečně zralé banány, borůvky, bílé pečivo, vařené batáty a mrkev, těstoviny a rýže (rýžové kaše), ale i cukrovinky a čokoláda. Pokud má dítě průjem, jsou naopak vhodné k jeho zmírnění.
Potraviny k úlevě zácpy je vždy třeba volit odpovídající věku a vývoji dítěte. Doporučený je kromě vhodné stravy i dostatek pohybu, úlevu může poskytovat i masáž břicha nebo cvičení, které podporují peristaltiku střev. 
Světově se asi u 3 % dětí objevuje tzv. funkční zácpa, což je situace, kdy příznaky nemají původce v onemocnění. Objevuje se typicky ve věku, kdy se dítě začíná učit chodit na nočník. Bývá důsledkem předchozí zkušenosti dítěte s bolestivou defekací a následnou snahou stolici aktivně zadržet, aby bolesti zabránilo. K léčbě funkční zácpy starších dětí tak nebyl prokázaný vliv podávání doplňků stravy jako prebiotik nebo tablet vlákniny.

### Dusičnany a dusitany

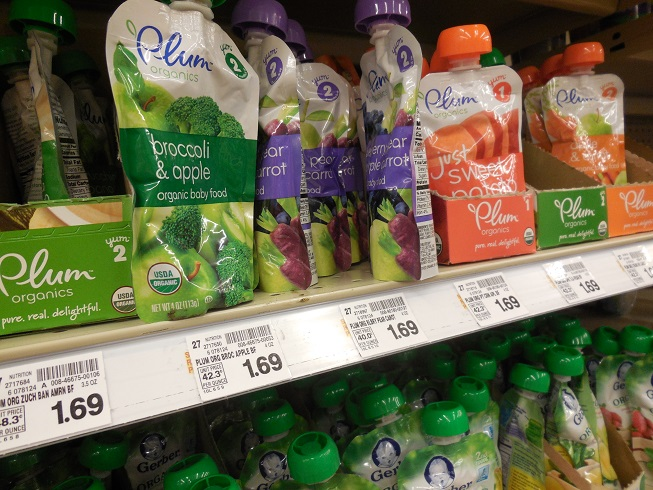
Pyré ve stlačitelných sáčcích (kapsičky)

Výskyt dusičnanů v přírodě je přirozený, s rozvojem užívání dusíkatých hnojiv v zemědělství nebo pro konzervaci hlavně masných produktů ale roste jejich množství v potravě a vodě. Riziko jejich většího příjmu u kojenců spočívá v tom, že než se v žaludku člověka po narození vytvoří dostatečné množství kyseliny chlorovodíkové, obsahuje orgán větší množství bakterií schopných přeměnit v potravě přijaté dusičnany na dusitany. Vysoké množství dusitanů může v závažných případech vést k methemoglobinémii. V tomto stavu dochází v červených krvinkách k oxidaci hemoglobinu na methemoglobin, který neváže kyslík, a následkem je dušení s projevy jako modrání a zrychlený tep.
Množství kyseliny chlorovodíkové roste zhruba v 3. měsíci po narození. Vzhledem k zákonným normám na množství dusičnanů a dusitanů v potravinách i vodě není důvod k obavám z výrazného negativního vlivu na zdraví, pouze je nutná opatrnost u kojenců. Zásadní je proto kontrolovat kvalitu vody v případě krmení dítěte umělým mlékem a příkrmy nezavádět před 4. měsícem věku.  
U dusičnanů ve vodě vyžaduje směrnice EU č. 98/83 a vyhláška MZ ČR č. 371/2023 Sb. limit 50 mg/l pitné vody, který je dostatečný i pro ochranu zdraví dětí. Pro dusitany pak česká vyhláška požaduje limit 0,5 mg/l, zatímco WHO až 0,3 mg/l. Zásadní je zákonné ustanovení, že pokud je voda označená jako pitná, je bezpečná pro všechny obyvatele. Pokud má pitná voda hodnoty sodíku (Na) nad 25 mg/l a hořčíku (Mg) nad 50 mg/l, může být doporučeno pro přípravu kojenecké stravy alespoň částečné užití kojenecké vody. Lékaři je kupovaná kojenecká voda doporučována, neboť má snížené množství minerálů, pochází z chráněných podzemních zdrojů a je přísněji kontrolovaná na obsah dusičnanů. (Kojenecká voda se neskladuje v lednici, ale mimo sluneční záření při teplotě zhruba 20 stupňů Celsia.) Na druhou stranu voda málo mineralizovaná (destilovaná) může stejně jako voda s vysokým obsahem minerálů také vést k závažným zdravotním obtížím.
Hodnoty dusitanů, dusičnanů ale i minerálů jako sodíku nebo hořčíku v kohoutkové vodě je možné zjistit u místního poskytovatele v rámci zpráv o pravidelných testech složení vody. 
Zdroje dusičnanů a dusitanů jsou i v potravě, nicméně jsou ošetřeny zákonnými limity stanovenými EU. Jedním jsou zpracované masné výrobky (uzeniny) a také tvrdé nebo tavené sýry, kde se tyto látky používají jako konzervanty. Konkrétně jsou to dusitan draselný (E 249), dusitan sodný (E 250), dusičnan sodný (E 251) a dusičnan draselný (E 252), které kromě udržení barvy brání i rozvoji bakterií botulismu. Uzeniny by se ale kojencům a batolatům podávat neměly. 
Dalším zdrojem je zelenina, především mladá jarní. Zvýšené limity dusičnanů se v ČR objevují u listové zeleniny (saláty, špenát), někdy i u pórku, cibulové zeleniny nebo červené řepy. Naopak vzácně byly zvýšené limity zaznamenané u plodové a kořenové zeleniny (např. mrkev) a ovoce. Snížit množství dusičnanů v zelenině jde povařením na 15–30 minut nebo fermentací. Množství dusičnanů a dusitanů je také přísněji kontrolováno u zeleniny a ovoce užívané pro výrobu kojeneckých příkrmů.

### Nedostatek železa (anémie)

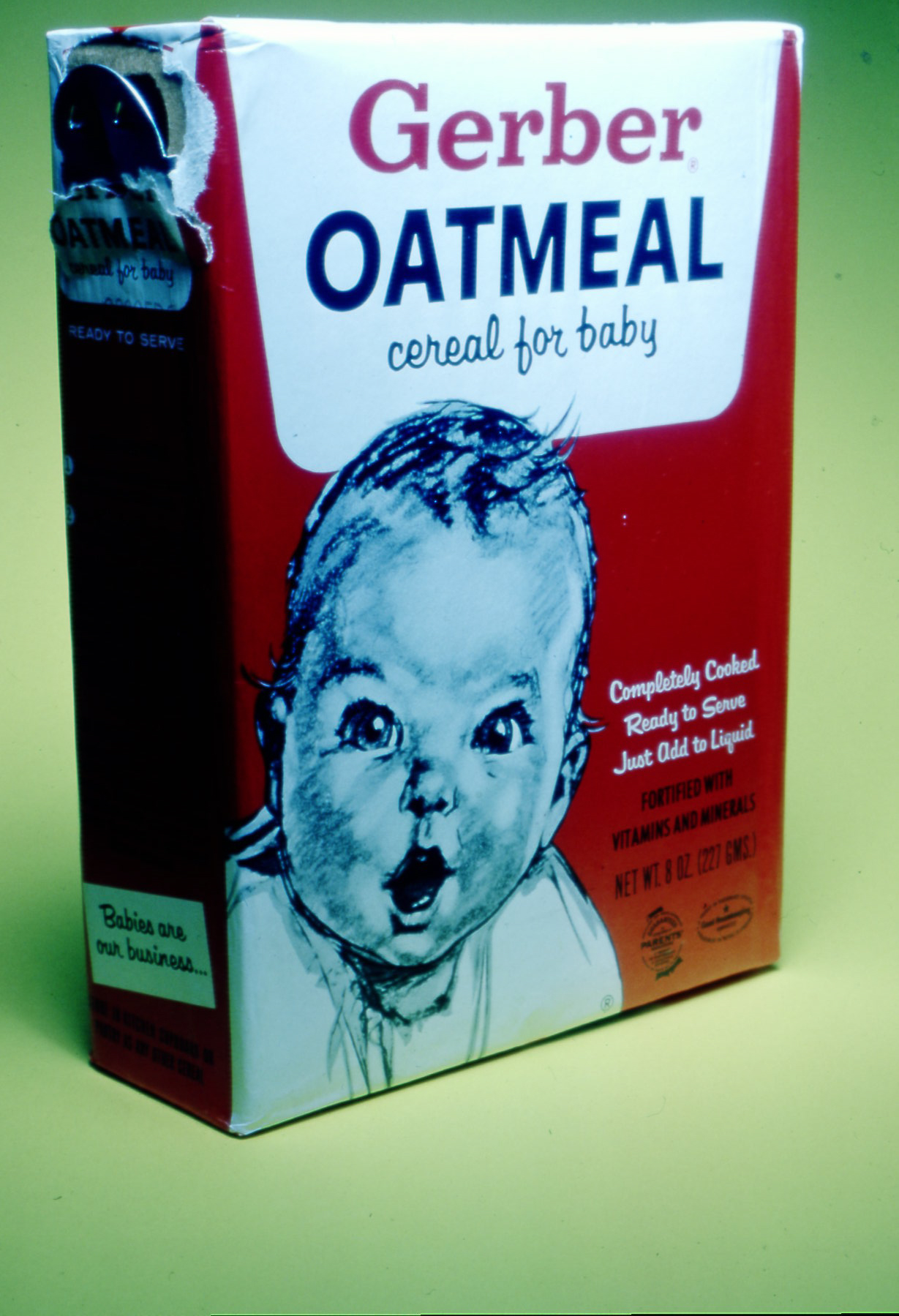
Fortifikované dětské cereálie

Zdravé donošené dítě s normální váhou má dostatečné zásoby železa zhruba do doby, než zdvojnásobí svou porodní váhu (typicky mezi 4. a 6. měsícem). Byť je obsah železa v mateřském mléce nízký (asi 0,3 mg/l), je dobře vstřebatelné (až 50 %, byť je nonhemové) a pro plně kojené děti je tak dostačující. V evropském regionu tak není plošně doporučováno u kojenců zavádět farmaceutické doplňky stravy se železem na rozdíl od USA. Náhradní mléčné výživy (formule) jsou pak nonhemovým železem obohacené a kvůli jeho nižší vstřebatelnosti ho obsahují výrazně více než mateřské mléko.
Z důvodu rychlého růstu ale spotřeba železa v druhém půlroce života roste a dítě ho musí získávat i z potravy. Mezi příkrmy je tak třeba zařazovat potraviny na železo bohaté, včetně luštěnin, masa nebo produktů železem obohacených (tzv. fortifikovaných), například rýžových nebo ovesných kaší. Naopak se nedoporučuje podávat kojencům a batolatům pravidelně ve větším množství kravské mléko, neboť vápník a kasein způsobují zhoršení absorpce železa. Absorpci naopak zvyšuje společný příjem potravin bohatých na železo s těmi bohatými na vitamín C (kyselina askorbová). Vlivy na absorpci železa ale záleží na množství látek a jsou omezené – navzájem se můžou vyrušit, neboť typicky jíme různorodou stravu.
Vyčerpání zásob železa (také jako latentní sideropenie) se v druhém půlroce života objevuje až u desítek procent evropských dětí, přímo anémie se ale vyskytuje pouze v řádu jednotek procent. Anémie pak vede k nízké hladině hemoglobinu, zmenšení červených krvinek (mikrocytóza) a tím i horšímu transportu kyslíku v těle. Projevovat se může neobvyklou bledostí, únavou, sníženou imunitou, ztrátou chuti k jídlu i poruchami spánku.
Zatímco dlouhodobý nedostatek železa může vést k rozvoji anémie a opoždění motorického a kognitivního vývoje dítěte, příliš vysoké dávky zase mohou vést ke zpomalení růstu. To vede k odlišnému postoji odborníků k plošnému zavedení suplementace železem u kojenců. Je tak důležité u rizikových jedinců pravidelně sledovat hodnoty hemoglobinu, sérového ferritinu a hladin vitamínů B12 a kyseliny listové a na základě výsledků teprve začít případnou suplementaci.
Zda zvýšený příjem železa u matky během kojení vede i k vyšší hladině u kojence nebylo prokázáno, nicméně studie naznačují, že jeho zvýšený příjem během těhotenství by mohl mít vliv. Prevencí anémie u kojenců je pak oddálení přestřihnutí pupečníku po porodu (tzv. vytepání), což vedlo až k 5% poklesu nedostatku železa ve věku 4 měsíců.

### Zubní kaz
Ke žvýkání tuhé stravy nepotřebují lidé zuby, dětské dásně jsou dost silné ke zpracování měkkého jídla. Jakmile se ale zuby prořežou, je třeba čistit z nich bakterie a plak a bránit tak vzniku kazu časného dětství, tedy zubního kazu na první dentici. Stav skloviny je negativně ovlivněn nejen cukrem ve stravě jako takovým, ale hlavně jeho častým kontaktem se zuby (cucání sladkých tekutin a jídla). Bakterie v zubním plaku zbylé cukry v ústech metabolizují na organické kyseliny (mléčná, octová atd.) a následkem toho dochází k demineralizaci skloviny a následně vzniku kazu. Negativně sklovinu ovlivňují i slabé kyseliny v ovocných šťávách. Infekce doprovázející zubní kaz můžou pak způsobit bolestivé stavy, odmítání jídla až neschopnost kousat a nutnost chirurgického zákroku v případě rozšíření infekce do čelisti.
Prevencí zubního kazu je řádná a pravidelná ústní hygiena. K čistění zubů je kromě měkkého zubního kartáčku možné použít i čistý kus látky omotaný kolem prstu k otření zubů a dásní. Volit je třeba zubní pastu určenou pro děti a používat velmi malé množství (pouze kartáček otřít, pasty ne víc než zrnko rýže). Vhodnou prevencí zubního kazu jsou fluoridované zubní pasty. Je třeba brát také v potaz, že riziko zubního kazu roste u starších batolat kromě nedostatečné ústní hygieny i s vysokou frekvencí nočního kojení.

## Příkrmy ve světě

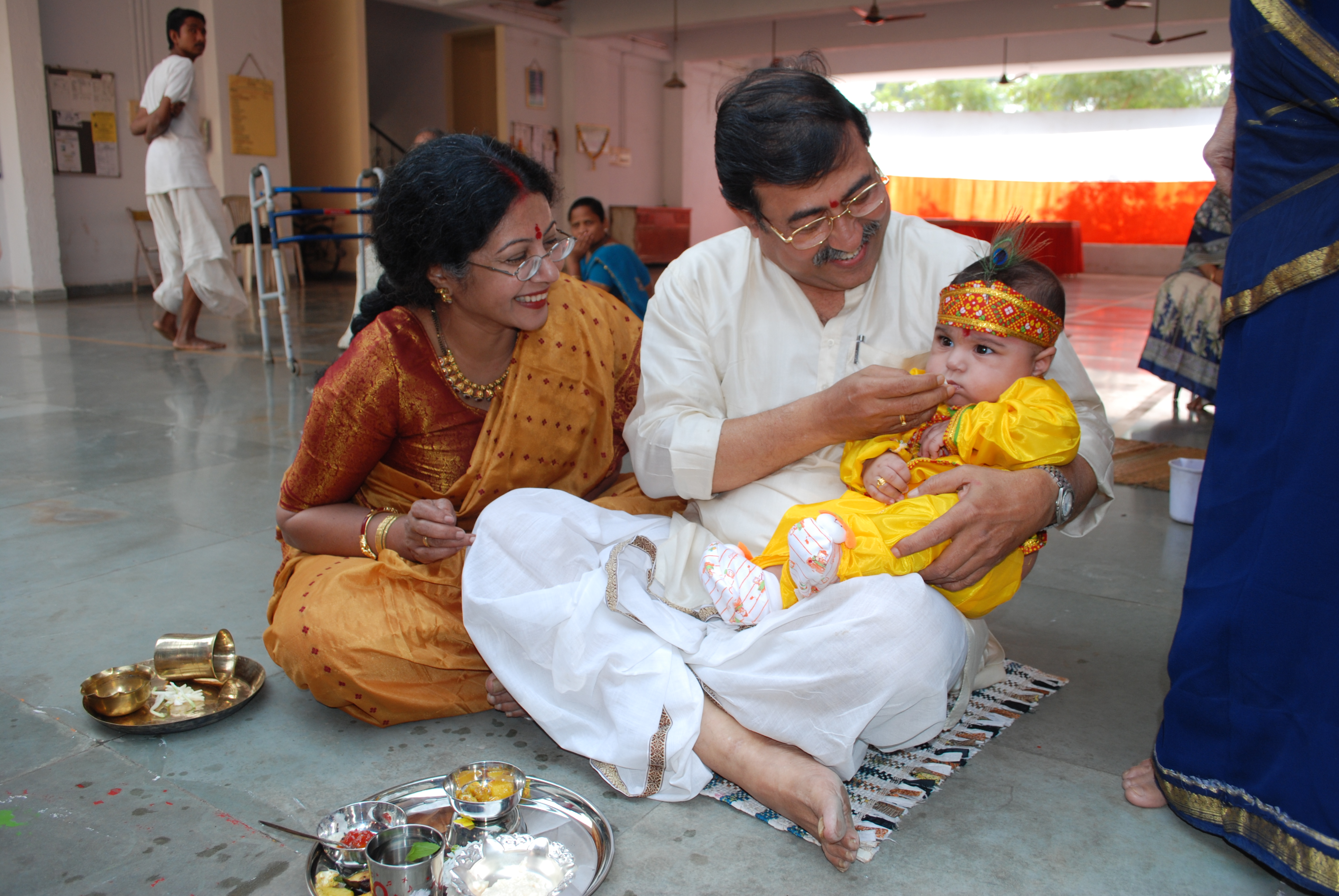
Tradiční hinduistická ceremonie, kdy dítě přijímá první pokrm z rýže

Detaily doporučení ohledně zavádění příkrmů se liší mezi zeměmi a regiony, rozdíly tedy nejsou patrné jen v rámci kontinentů, ale i mezi jednotlivými státy včetně těch evropských. Samotné přikrmování vychází z kulturní tradice a dostupných potravin v daném regionu a vykazuje tak významné regionální rozdíly. 
Požití prvního příkrmu je v některých kulturách ritualizováno. Dítě prochází specifickou ceremonií, kdy poprvé ochutná jiné jídlo než mléčnou stravu. V Nepálu je tento rituál označován jako Pasneor a dítě přijímá pokrm z rýže, podobně i v Indii existuje hinduistický rituál Annaprashan s přijetím prvního rýžového pokrmu.

### Skladba příkrmů

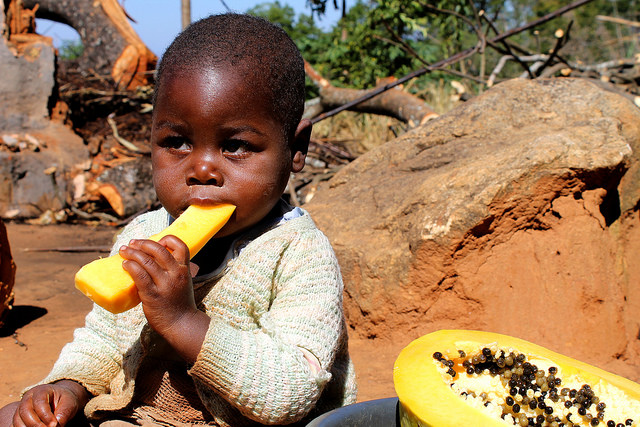
Dítě z Mosambiku krmící se papájou

Skladbu dostupných a v kuchyni užívaných potravin významně ovlivňuje kromě kulturních zvyklostí i klima v dané oblasti a tím i převážně pěstované plodiny. V ČR se typicky uvádí jako první příkrmy brambory nebo zelenina jako mrkev, květák, brokolice, petržel/pastinák ve formě pyré. V zahraničí se setkáváme s pokrmy pro kojence a batolata v evropském regionu nezvyklými, například v Saúdské Arábii datle a datlový džus, v Thajsku papája, v Británii a USA avokádo.
V Indii se dětem vaří například:
- ragi (kaše z naklíčeného, poté usušeného, opraženého a rozemletého z prosa prstového (Eleusine coracana))
- sattu (kaše z mleté cizrny typu Bengal gram)
- dal (kaše z luštěnin ochucená kořením)
- dalia (rozemleté pšeničné zrno podobné bulguru ale nepředvařené, restuje se na ghí a povaří do kaše)
- rýžová kaše (z rýžové mouky na sladko pod názvy chawal nebo chawal kheer)
- banánová kaše (vařený a rozmačkaný banán, typicky odrůdy nendra)
- kaše na bázi placek roti nebo chapati (namočené ve vodě nebo mléce a rozmačkané do kaše)

Běžnější je v receptech na dětská jídla také užití mletých ořechů jako kešu, mandlí či pistácií nebo koření jako asafoetida, koriandr, hořčičné semínko nebo římský kmín a další. 

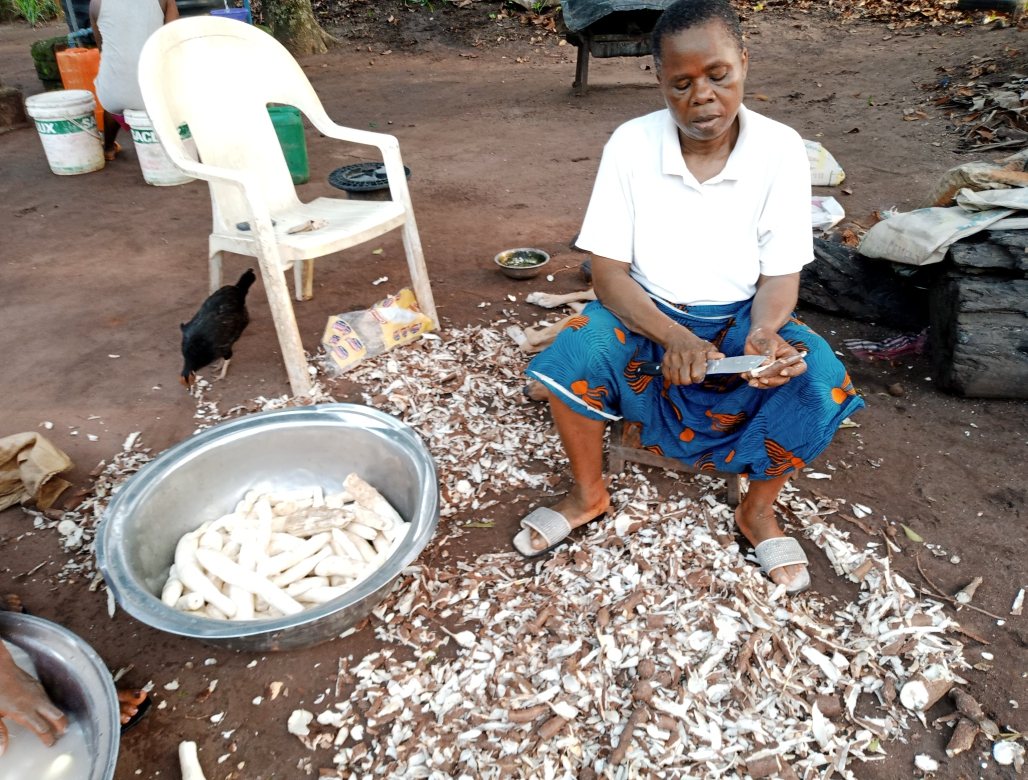
Loupání maniokových hlíz při přípravě gari

Na africkém kontinentu jsou tradiční jídla spíše na bázi obilnin nebo v Evropě nezvyklých zdrojů škrobu zatímco luštěniny jsou užívány méně často. Typické příkrmy jsou:
- kaše/pudink z fermentované mleté kukuřice, prosa či čiroku (jídlo tohoto typu je typické napříč kontinentem a má mnoho jmen v různých afrických jazycích – např. pap, akamu, ogi, mahewu, sadza, eko, fufu a další, používá se často jako příloha k jídlům)
- mahewu (typická v Zimbawbe, kaše vyráběná z fermentovaného prosa nebo čiroku a kukuřičné mouky, v zásadě fermentovaný pap, vyrábí se také jako nealkoholický nápoj)
- maniok jedlý (známý jako cassava, yuca nebo tapioka, používají se jeho kořenové hlízy vařené nebo ve formě kaše vyráběné z maniokové mouky označované také jako gari)
- yam (hlízy rostlin rodu Dioscorea) nebo cocoyam (známý jako taro a malanga, rostliny z čeledi árónovitých)

Jídla z kukuřice, prosa nebo čiroku jsou rozšířena napříč africkým kontinentem a mají tak často různá jména v jednotlivých jazycích ale velmi podobné nebo identické složení a postup přípravy. Kaše na bázi rýžové mouky, ghí a cukru (tzv. lito) nebo kukuřice jsou pak běžné i v Nepálu.
V Asii je nejčastější formou prvního příkrmu rýže nebo produkty z ní jako rýžové kaše, kaše z rýžové mouky a rýžová pasta. V Číně jsou pak následovány nudlemi a knedlíčky. (Tenké rýžové nudle vařené často i dětem jsou známé jako mifen nebo mei fun.) 

### Nevhodné praktiky

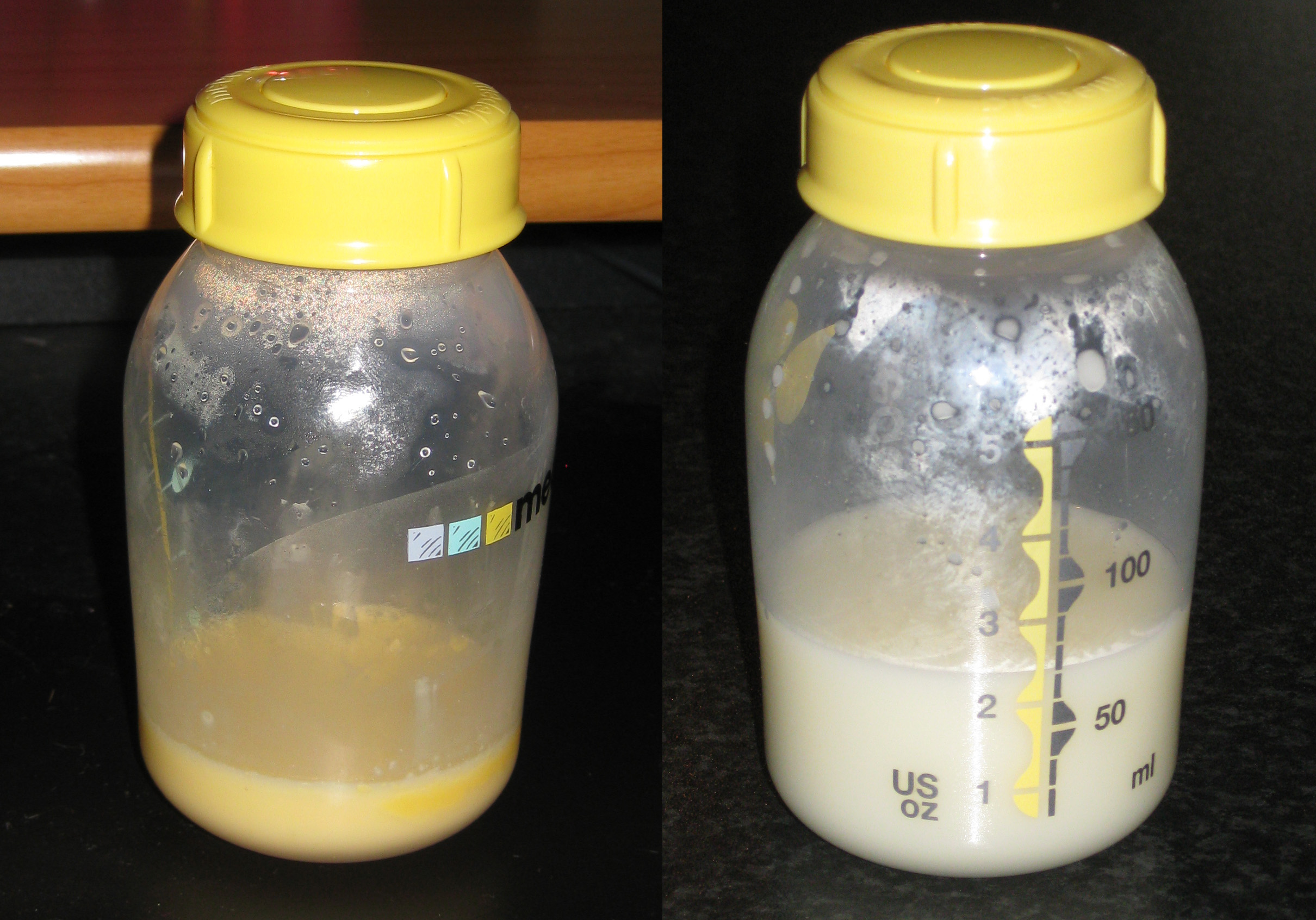
Kolostrum (vlevo) a zralé mateřské mléko (vpravo)

V zahraničí jsou rozšířené i různé nevhodné způsoby přikrmování nebo formy stravy pro kojence a batolata, které mohou vést k poškození zdraví až ohrožení života v důsledku např. bakteriálních infekcí nebo nedostatečné výživy. 
Napříč mnoha zeměmi světa hlavně asijského a afrického regionu je rozšířena praxe, kdy matky nepodávají dětem kolostrum (mlezivo, tzn. první mateřské mléko) na základě mylných domněnek, že jde kvůli jinému vzhledu a konzistenci o mléko nějak nedokonalé nebo špatné. To vede k odložení kojení a podávání jiných potravin a tekutin i po několik dní, než začne matka produkovat zralé mateřské mléko. V mnoha zemích jsou tak děti často krmeny jinou než mléčnou stravou už v prvních dnech po porodu, např. medem, datlemi či předžvýkanou rýží a kukuřičnou pastou.
V mnoha zemích světa i po roce 2001 začínali rodiče navzdory doporučení WHO s přikrmováním už před ukončeným 4. měsícem věku dítěte. Jako běžná praxe bylo toto zjištěno i v zemích evropského regionu (Irsko, Německo nebo Velká Británie). Celosvětový důraz na doporučení WHO, ale způsobují posun v těchto zvyklostech. Například ve venkovských oblastech v severním Thajsku zaznamenaly výzkumníci v 80. letech u naprosté většiny sledovaných dětí přikrmování pokrmy na bázi předžvýkané nebo rozmačkané rýže už v 6. týdnu věku. V roce 2018 už ale studie mezi městskými obyvateli střední třídy zjistila posun v začátku přikrmování u většiny dětí do 6. měsíce věku.
Na druhou stranu je v některých zemích zvykem i velmi dlouhé odkládání většího množství příkrmů až do věku dvou let, což vede ke zdravotním obtížím způsobeným nedostatečnou výživou, tato praxe je velmi častá například v Saúdské Arábii.
Nevhodná je často i skladba příkrmů. Ve Vietnamu je časté užívání glutamanu sodného jako ochucovadla dětských jídel. V Saúdské Arábii je zhruba třetina dětí do jednoho roka vystaveno chilli a jsou jim podávány sladkosti.

## Historie kojeneckých příkrmů

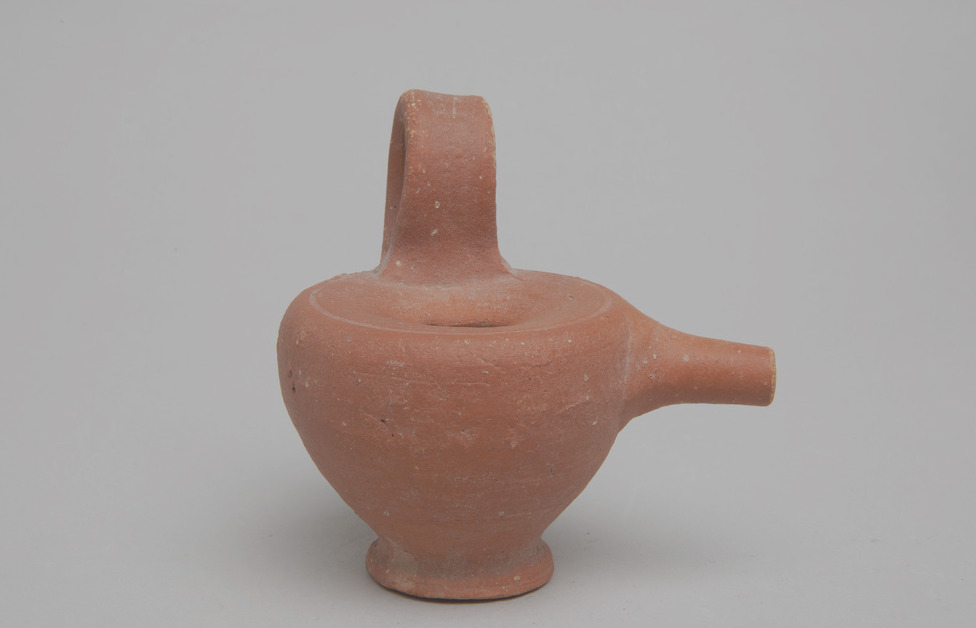
Krmící nádoba sloužící jako dětská lahvička z Egypta z doby helénské, Medelhavsmuseet

Již v neolitu se objevují nálezy malých keramických nádob typicky s hubičkou k nalévání užívaných nejspíše k přikrmování dětí. Více se pak nádoby tohoto typu různých tvarů a zdobení rozšířily v době bronzové a na začátku doby železné. Byly nacházeny v sídlech a v hrobech hlavně dětí a žen, z čehož je usuzován způsob jejich užití. Z chemických analýz středoevropských nálezů vyplynulo, že obsahovaly jak mléko přežvýkavců tak i stopy masa, nejspíše vývarů. Tyto typy nádob se nacházely i později v hrobech římských dětí mezi 1. a 5. stoletím po Kristu.

Konečné odstavení probíhalo v předindustriálních kulturách průměrně před 3. narozeninami, což je dříve, než je tomu u lidoopů, kde je mládě odstaveno mezi 3. a 6. rokem. Zkrácení období kojení umožnilo lidským populacím také zvýšení porodnosti a tím i jejich rozšiřování se do dalších oblastí.

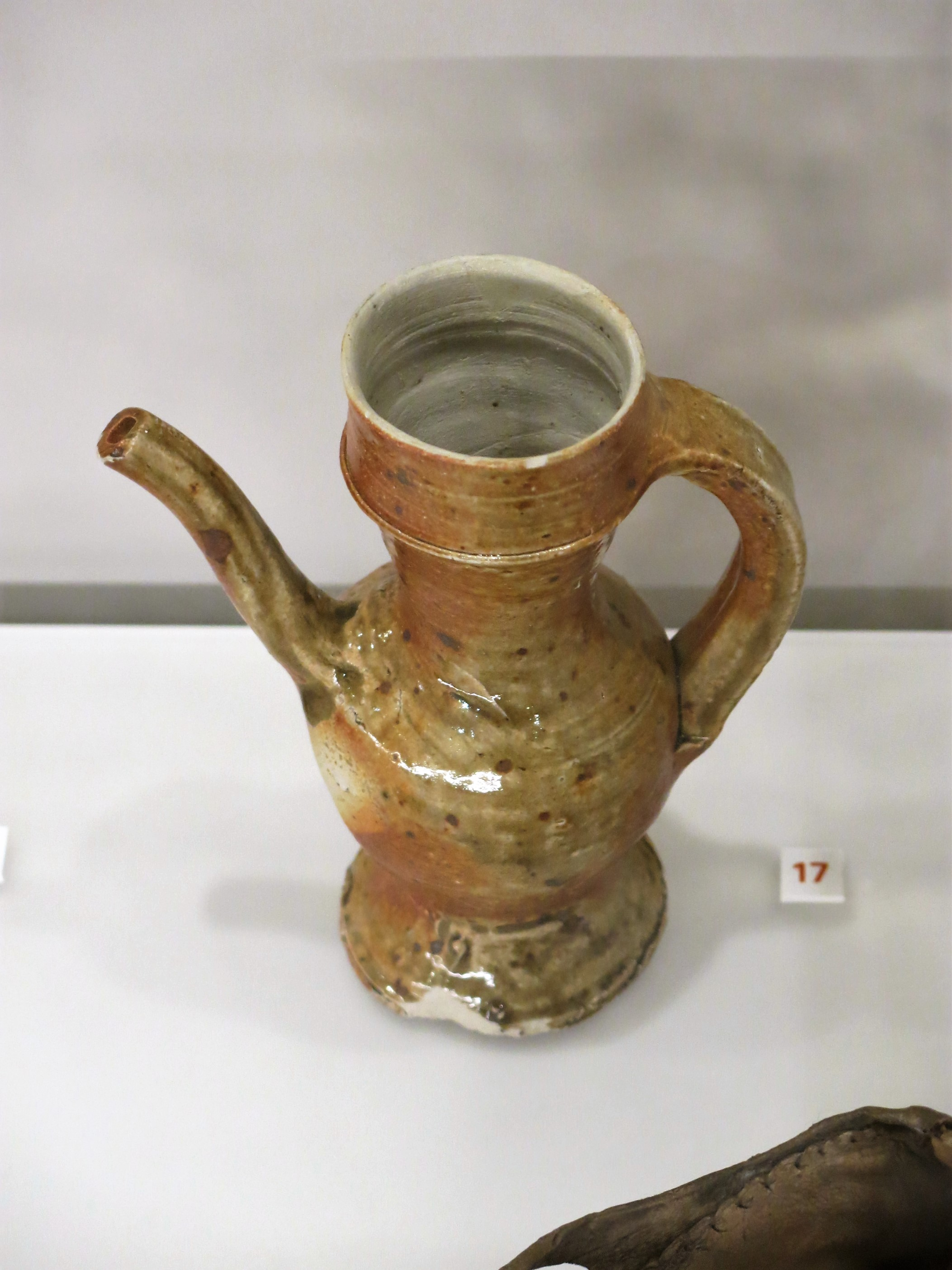
Středověká dětská lahev nalezená při vykopávkách v Louvre

Doba začátku přikrmování a délka odstavování je zjišťována měřením stabilních izotopů dusíku a uhlíku v kosterních pozůstatcích dětí. Analýzy z různých lokalit ukazují, že se s příkrmy začínalo okolo 6. měsíce věku a dítě bylo postupně plně odstavené zhruba do 3 let věku (nálezy z Egypta v Době římské, Blízkého východu a od Eurasijských pastevců z Doby bronzové), případně až 4 let (Čína v období dynastie Čou, Řecko v období Byzantské říše). Doba odstavení měla ale širokou individuální variaci. Nálezy z 4.–5. století po Kristu na území současného Bavorska a 1.–4. století po Kristu v jižní Itálii ukazují na rozmezí od zhruba 2 do téměř 4,5–5 let.
Historická literatura neobsahuje příliš informací o reálných zvycích a praktikách kojení a přikrmování - najít je možné doporučení lékařů nebo záznamy o životě šlechty, ale chybí záznamy ze života běžných lidí. O přikrmování se zmiňuje už Galén v 2. století po Kristu, který doporučoval začít s příkrmy po prořezání prvních zubů, ačkoli prořezání zubů není indikátor připravenosti na odstavení. Soranos z Efesu doporučoval plné kojení do 6 měsíců věku. Na jejich rady bylo často odkazováno ještě v 18. století. Stejně jako v jiných odvětvích bylo i řecko-římské učení o krmení dětí ze starověku výchozí literaturou v období středověku.
Praxe kojení a příkrmů se pak výrazně měnila s urbanizací a průmyslovou revolucí. V Británii se s větší urbanizací během 16. a 17. století začínalo s příkrmy dříve a dítě bylo plně odstavené už mezi 6 měsíci a prvním rokem života. Došlo tak k posunu začátku přikrmování z 7.–9. měsíce až k 2.–4. měsíci života. Jako první příkrm byl typicky podáván pap (obilná kaše vařená ve vývaru) nebo panada (chlebová polévka, typicky vařená v pivu) byť tyto termíny byly někdy používány synonymně.

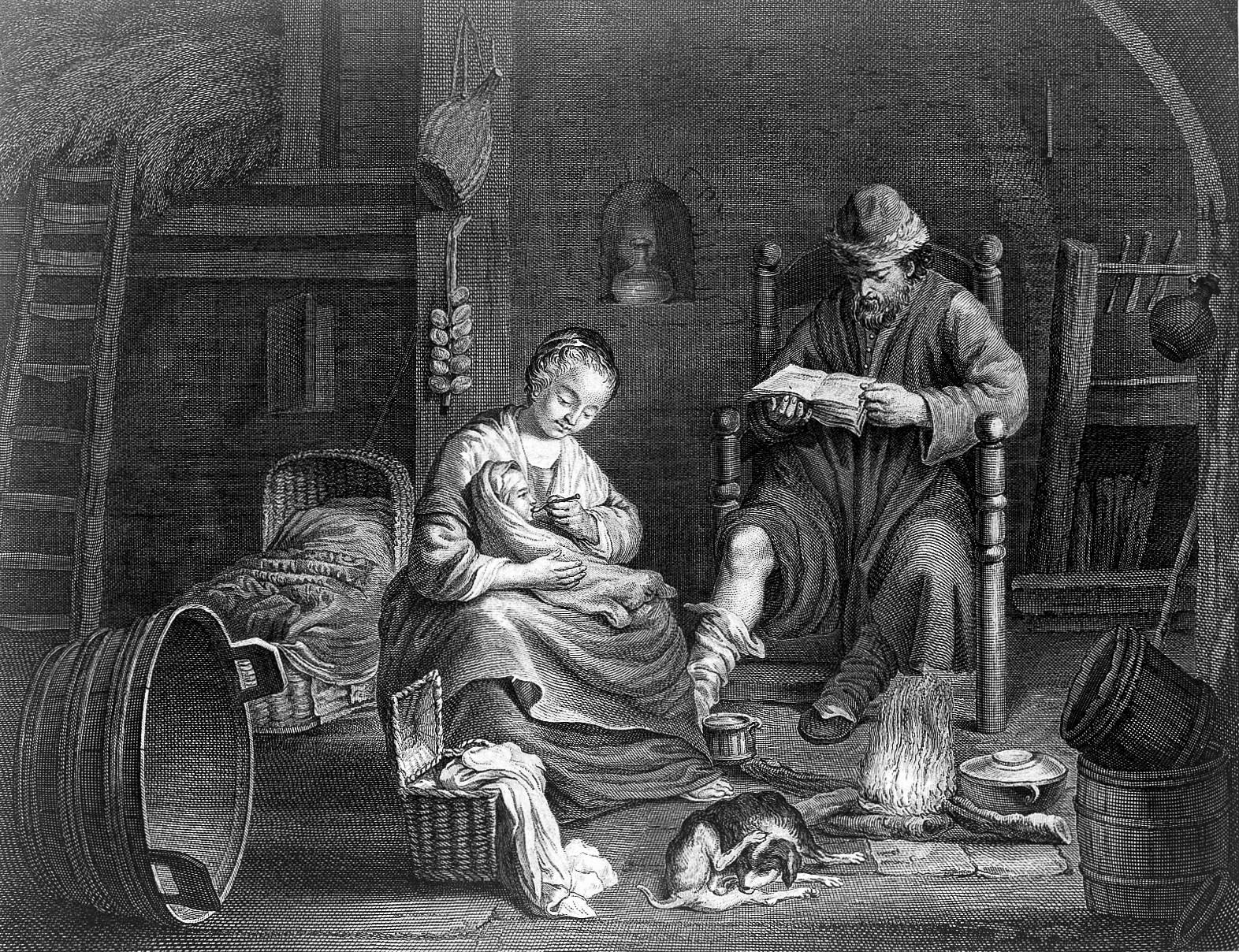
Pierre Adrien Le Beau (18. století) - Rytina matky krmící své dítě

Brzké odstavení ale zvyšovalo riziko nákazy onemocněními trávicího traktu a vedlo k vysoké úmrtnosti dětí do 2 let. Z toho důvodu se také stalo hlavně v 17. a 18. století velmi populární podávání alkoholických nápojů dětem, např. piva nebo u bohatších rodin vína, ginu a brandy, neboť u alkoholických nápojů bylo menší riziko kontaminace než u dostupné vody. Dělo se tak ale napřek varování lékařů o škodlivosti tohoto počínání. Příkrmy samotné pak měly již moderní podobu pyré a mletých jídel s mlékem nebo vývarem, větší děti byly krmeny rodinnou stravou upravenou na malé kousky. Během 19. století bylo již přikrmování papem a panadou stejně jako kojení dětí přímo od hospodářských zvířat zcela na ústupu.
V minulosti se také v důsledku nevhodné a často chudé stravy při odstavení objevovaly případy dětských onemocnění ve 21. století již vzácných. Příznaky dětské křivice popisuje už Soranos z Efesu a děti s jejími příznaky jsou dobře patrné i na malbách z 16. století. Ve 21. století je v důsledku plošné preventivní suplementace vitamínem D křivice vzácná. Běžné byly také kurděje, způsobené stravou chudou na vitamín C. Pozitivní dopad mělo širší zavedení brambor do evropského jídelníčku během 17. století. Situace se pak začala výrazně zlepšovat s objevem umělé syntézy kyseliny askorbové v roce 1928. Incidence onemocnění se pak díky možnosti podávat vitamín C v tabletách nebo formou levných pomerančových džusů dále snižovala, až se nemoc v 2. polovině 20. století stala spíše raritou.
Mezi historické praktiky, které se dochovaly v určité míře v některých oblastech do 21. století, patří například víra ve škodlivost kolostra (tzv. prvního mléka, mleziva), která vedla k přikrmování dětem medem již při narození a teprve poté k přechodu na zralé mateřské mléko. V některých kulturách (Indie nebo Saúdská Arábie) se dětem po narození tradičně podávalo máslo k vytření úst či promazání trávicího traktu. Tento zvyk podávání pokrmu jako másla s cukrem nebo oleje a panady hned po narození byl zmiňovaný v britské literatuře jako rozšířený ještě v 18. století.